# فهد
الفَهْدُ أو النمر الصيّاد هو نوع فريد من فصيلة السنوريات، يتميز بسرعة فائقة لا ينازعه فيها أحد من أبناء فصيلته ولا أي نوع آخر من الدواب، وبذلك فهو يعتبر أسرع حيوان بري على وجه الأرض، إلا أن تلك السرعة الفائقة يقابلها ضعف بنيوي كبير عند المقارنة بأنواع أخرى من هذه الفصيلة، إذ أن تأقلم أجساد هذه الحيوانات للعدو جعل منها نحيلة لا تقوى على قتال الضواري الأكبر حجمًا والطرائد الأضخم قدًا.
والفهود هي الممثلة الوحيدة لجنس «ثابتة المخالب» (باللاتينية: Acinonyx) في العصر الحالي، إذ أن جميع الأنواع المنتمية لهذا الجنس اندثرت عن وجه الأرض قبل آلاف السنين بسبب العوامل الطبيعية. تتراوح سرعة الفهد بين 112 و120 كيلومترًا في الساعة (بين 70 و75 ميل في الساعة)، وذلك في المسافات القصيرة حتى 460 مترًا (1,510 أقدام)، ولها القدرة على الوصول إلى سرعة 103 كيلومترات في الساعة انطلاقًا من الصفر خلال 3 ثوان فقط، وهذا يجعلها أسرع من معظم السيارات الفائقة. كانت مقولة إن الفهدَ هو أسرعُ الثدييات عدوًا مقولةً مشكوكٌ بصحتها، ذلك أن بعضَ الحيوانات، مثل الوعل شوكي القرون من أمريكا الشمالية، قادرةٌ على مقارعة الفهود من ناحية العدو، إلا أن بعض الدراسات أثبتت مؤخرًا أن الفهود هي بالفعل أسرع الحيوانات.
تصنف القائمة الحمراء للاتحاد العالمي للحفاظ على الطبيعية الفهد على أنه نوع مهدد بالانقراض بدرجة منخفضة، والسبب الرئيسي وراء ذلك هو الاضطهاد البشري المستمر في المناطق حيث تسود تربية الماشية بشكل أساسي، ذلك أن المربين يقتلون الفهود لاستهدافها الخراف والماعز بطيئة الحركة، إضافة إلى أنهم يقومون بتدمير مسكنها على الدوام وتجزئتها في سبيل إنشاء مراعي لمواشيهم.
كانت الفهود واسعة الانتشار سابقًا في أجزاء عديدة من العالم القديم، أما اليوم فهي مبعثرة مع تجمع جمهراتها الرئيسية في أفريقيا جنوب الصحراء الكبرى، ويعيش البعض منها في جيوب معزولة في شمال أفريقيا وإيران وباكستان. أما أكبر تجمّع للفهود في العالم فهو في ناميبيا بجنوب غرب القارة الأفريقية، التي يدعوها البعض «أرض الفهود».

## التسمية

### باللغة العربية
يُشتق اسم «فهد» باللغة العربية من كلمة «فَهْدَ»، ويعني: الثقيل النوم، المتغافل عن واجباته، الشديد الغضب، وذي الوثبات البعيدة. وصفت امرأة من العرب زوجها بعد سؤالها عنه فقالت: «إنْ دخل فَهِدَ، وإنْ خرج أسِدَ، ولا يسأل عمَّا عَهِدَ»، أي: أنَّه يتعامل معها بلين وسكون حين يكون معها في البيت لذا شبّهته بالفهد الذي يوصف بكثرة النوم، فيُقال: «أنوم من فهد»، وهو كالأسد إذا خرج لمواجهة أعدائه، ويحرص على الوفاء والالتزام وحفظ العهود. ولعلّ السبب الذي دفع العرب لتطلق هذا الاسم على تلك الحيوانات هو بيئة شبه الجزيرة العربية وطبيعة الفهود ذاتها، ففي شبه الجزيرة حيث الطقس حار، تميل معظم السنوريات إلى الخمول والنوم معظم ساعات النهار الأكثر حرًا لتقتصد في مخزون طاقتها الذي تحتاجه في الصيد، وبما أن الفهود أسرع تلك السنوريات، فإنها تتفادى الإرهاق أكثر من غيرها كي تستطيع العدو وراء فرائسها في تلك البيئة الحارة، حيث يمكن لأي كائن حي سريع الأيض أن ينفق بسهولة جرّاء الإرهاق. وبما أن الفهود كانت من أصغر وأضعف السنوريات في شبه الجزيرة العربية، فلعلها كانت شديدة العدائية، بشكل واضح أكثر من الأسود والنمور، وذلك كي تستطيع الدفاع عن طرائدها التي يصعب عليها صيدها في تلك الأنحاء من العالم، بسبب عدم قدرتها على العدو بشكل متواصل في ساعات النهار، وبسبب تناثر الفرائس وندرتها في الكثير من الأماكن.
يُطلق الكثير من الناس اليوم على هذه الحيوانات اسم «الفهد الصيّاد» باللغة العربية، وذلك يعود إلى الاختلاط الذي حصل بين اللغة العربية والفارسية في العصور الوسطى وجعل العامّة يخلطون بين الببر والنمر والفهد، فكلمة «ببر» تعني في الواقع «نمر» باللغة الفارسية، أما «نمر» في العربية فهي صفة تطلق على الحيوان «الأنمر» أي ذي النُمر أو العلامات، والعرب لم يعرفوا حيوانًا «أنمر» سوى النمر الأرقط الذي كان يعيش في جميع أنحاء شبه الجزيرة العربية وبلاد الشام، أما الببر فلم يعرفه العرب إلا عند فتح العراق وإيران، وعندها اقتبسوا اسمه الفارسي من سكان تلك البلاد. وخلال العصر الذهبي للإسلام دوّن العلماء الفرس اسم هذه الحيوانات باللغة المحلية، وكذلك فعل العلماء العرب، فعلى الرغم من أن الببر حيوان «أنمر» أي ذو علامات على جسده، إلا أنهم استعملوا اسمه الفارسي كي لا يحصل لغط بين الحيوانين، أما العامّة من الناس فاستمرت بإطلاق لفظ «نمر» على هذه الحيوانات للإشارة إلى هيئتها، وبهذا استمر اللغط بين الحيوانين حتى اليوم. وبالنسبة للفهد، فقد عاش أيضًا في شبه الجزيرة العربية وبلاد الشام وعرفته العرب بهذا الاسم منذ القدم، وأطلقت عليه أيضًا اسم «النمر الصياد» بما أنه أيضا حيوان أنمر وكان يُستأنس ويُستخدم في الصيد، وبسبب الاختلاط الحاصل أصلا بين النمر والببر فقد استمر الكثير من الناس بإطلاق اسم نمر على الببور، فهد على النمور، وفهد صياد على الفهود، واستمر هذا الأمر لفترة طويلة بعد اضمحلال الحضارة الإسلامية العربية وأصبح راسخًا عند كثير من الناس بسبب عدم بروز علماء أو أدباء ومترجمين عرب لتصحيح هذا الأمر طيلة عهد الدولة العثمانية، أي قرابة 400 سنة.

### بلغات أخرى
يُطلق البعض على هذه الحيوانات اسمًا آخرًا أيضًا هو الاسم ذاته الذي يُطلق عليها في عدد من اللغات الأخرى مثل الإنگليزية، الأردية، الإندونيسية، البنجابيّة، والتركية، وهو «چيتا»، وهذا الاسم سنسكريتي الأصل مشتق بدوره من كلمة «چيتا - चीता» الهندية، التي تعني «الجسد المبرقش». تتشابه أسماء هذه الحيوانات في العديد من اللغات الأوروبية، كما في الفرنسية «Guépard - گيپار»، الألمانية «Gepard - گيپارد»، الإسبانية «Guepardo - گيپاردو»، المجرية «Gepárd - گيپارد»، الرومانية «Ghepard - غيپارد»، وكثير غيرها؛ وجميع هذه الأسماء مُشتقة من الاسم اللاتيني لهذه الحيوانات الذي أطلقه عليها الرومان في القدم، وهو "Gattus pardus" (نقحرة: گاتوس پاردوس)، بمعنى «السنّور المرقط».

## تصنيف النوع وتطوره

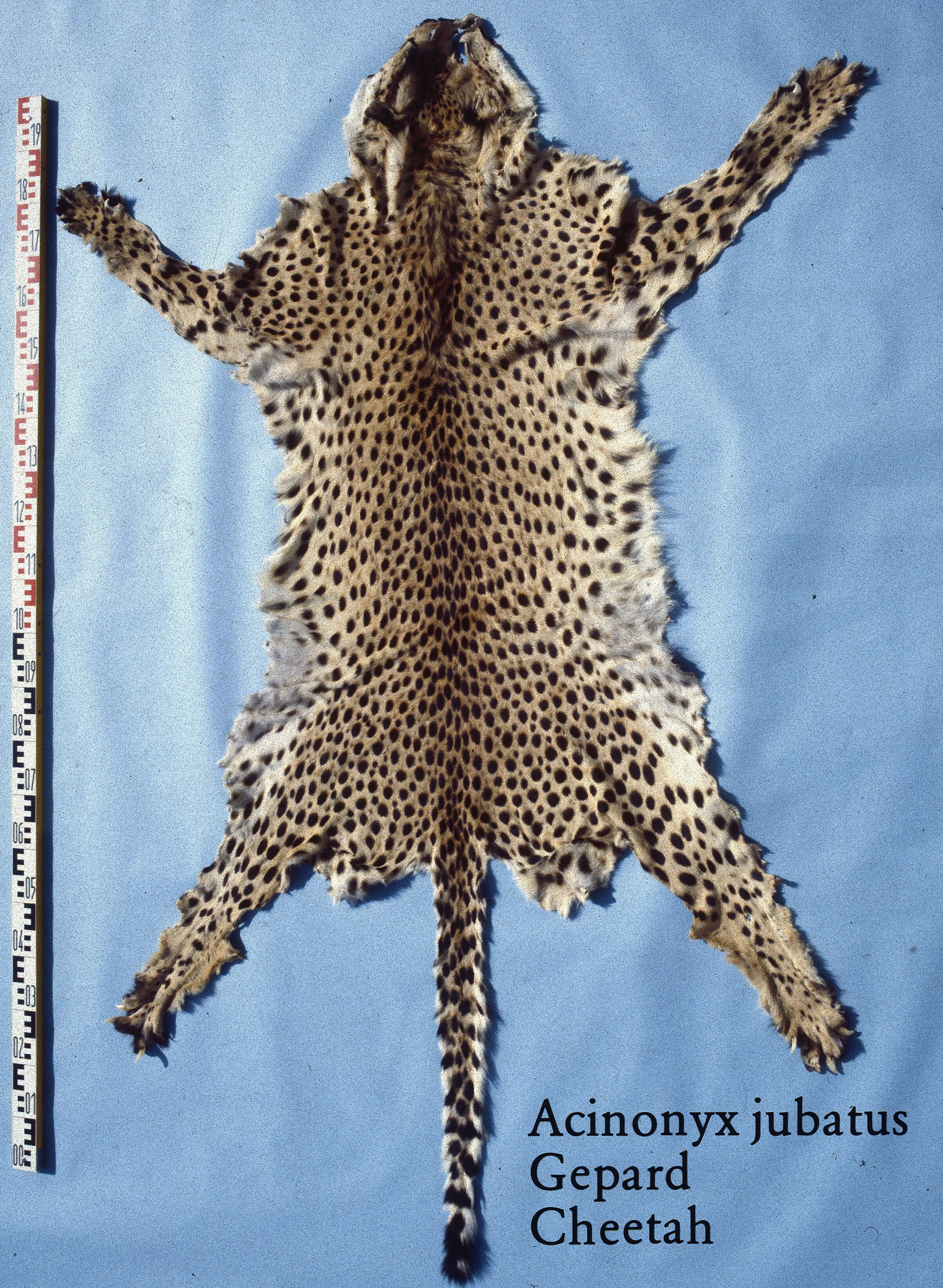
جلد الفهد.

تنتمي الفهود لجنس "ثابتة المخالب" (باللاتينية: Acinonyx)، وهي الممثل الوحيد له في العصر الحالي، وسبب إطلاق اسم الجنس هذا على الفهود هو أن مخالبها ثابتة لا يُمكن غمدها كما باقي السنوريات، الأمر الذي يجعل أقدامها أكثر شبهًا بأقدام الكلب. أما اسم النوع فلاتيني الأصل ويُقصد به "الأعرف" أو "ذي العرف" (باللاتينية: jubatus)، وهو يرمز إلى عرف جراء الفهد الذي يستمر بارزًا حتى بلوغها. أطلق عالم البيئة الألماني "يوحنا كريستيان ڤون شريبر تسمية " Felis jubatus" الثنائية على الفهود أساسًا، وذلك في سنة 1775، قبل أن تُعطى تسميتها الحالية "Acinonyx jubatus" في سنة 1828 بعد أن أظهرت الدراسات خصائصها التشريحية المختلفة عن خصائص السنوريات الأخرى المنتمية لجنس القط (باللاتينية: Felis). غالبًا ما يُخطئ الناس من غير أهل الاختصاص ويفترضون بأن الفهود تُصنف في مجموعة السنوريات الكبرى إلى جانب الأسود والببور والنمور واليغاور ونمور الثلج، إلا أن هذا بعيد عن الصحة، ذلك أن السنوريات سالفة الذكر تتشارك في خصائص عديدة لا يُعثر عليها في الفهود، لعلّ أبرزها هو قدرتها على الزئير والزمجرة، الأمر الذي لا تستطيعه الفهود، وعوضًا عن ذلك تمتلك الأخيرة عظمة تحتلسانية كما في السنوريات الأصغر حجمًا تساعدها على الخرخرة.

### النشوء
تعاني الفهود عادةً من نقص في تنوع مورثاتها، ومن رداءة سائلها المنوي وقلّة حيواناتها المنوية وبطأ حركتها وتشوّه سوطها. وما يُفيد بصحة هذا القول هو التجارب العديدة التي أجريت على أعداد كبيرة من هذه الحيوانات، حيث زُرع للبعض منها قطع من الجلد أحضرت من فهود أخرى لا ترتبط بها برابطة الدم، وكانت النتيجة أن نجحت تلك العمليات دائمًا ولم يرفض المضيف العضو الغريب، مما يدل على أن جميع الفهود تبدو وكأنها أشقاء عوضًا عن أفراد غريبة عن بعضها البعض. يفترض العلماء أن السبب وراء هذا الأمر هو التناسل الداخلي الذي جرى طيلة سنوات وعقود طويلة خلال العصر الجليدي الأخير والحقبة التي تلته، وتقول هذه النظرية أن الأكثرية الساحقة من الفهود على وجه البسيطة نفقت بسبب التقلبات المناخية في العصر الجليدي الأخير، ولعلّ قلة قليلة جدًا منها نجت واستمرت بالتناسل حتى وصل حالها إلى ماهو عليه اليوم. يُعتقد أن الفهد نشأ وتطور في أفريقيا خلال العصر الميوسيني (منذ 26 حتى 7.5 ملايين سنة)، ومن ثم هاجر إلى آسيا، وفي دراسة حديثة أجراها فريق من العلماء من مختبر التنوع الوراثي التابع لمعهد أبحاث السرطان الوطني في مدينة فرديريك بولاية ماريلاند بالولايات المتحدة، تبين أن سلف جميع الفهود الباقية اليوم كان يعيش في آسيا منذ 11 مليون سنة، الأمر الذي جعل العلماء ينكبون على مراجعة وتشذيب الأفكار السائدة حول تطور هذه الحيوانات.

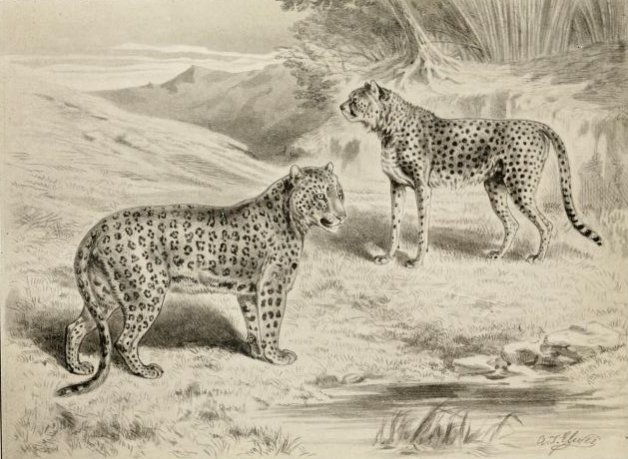
رسم يُقارن بين نمر (على اليسار) وفهد (على اليمين).

كان العلماء يعتقدون سابقًا أن الفهود أكثر السنوريات بدائيةً وأقدمها نشأةً، وأنها تطورت منذ حوالي 18 مليون سنة، أما الأبحاث الحديثة فتفترض أن السلف الأخير المشترك لجميع الأنواع الباقية من السنوريات عاش خلال فترة أحدث من ذلك بكثير، وبالتحديد منذ قرابة 11 مليون سنة. وقد أظهرت نفس الأبحاث أن الفهود بالذات وعلى الرغم من أنها ذات خصائص تشريحية مختلفة تميزها عن باقي السنوريات، إلا أنها لا تمتلك سلفًا قديمًا محددًا، فكل ما يظهر حتى الآن من سجل المستحثات يدل على أنها انشقت عن أقرب أنسباؤها، أي الكوجر (Puma concolor) واليغورندي (Puma yaguarondi)، منذ حوالي 5 ملايين سنة، وأنها لم تتغير بشكل ملموس منذ ذلك الحين. للفهود 38 صبغية كمعظم السنوريات، 13 منها متطابقة كليًا مع تلك الخاصة بأنواع أخرى وبشكل خاص أسود الجبال واليغورندي. يفترض العلماء أن بعض جمهرات سلف هذه السنوريات الذي تبين أنه آسيوي النشأة، عبرت إلى أمريكا الشمالية عبر مضيق بيرينغ خلال إحدى العصور الجليدية الأولى عندما اتصلت آلاسكا بروسيا بفعل انخفاض مستوى البحر، وقد انعزلت تلك الجمهرات في أمريكا الشمالية بعد أن عادت مستويات المياه لترتفع مجددًا وتفصل بين القارتين، وقد أظهرت دراسة الحمض النووي للمتقدرات أن سلف هذه السنوريات الثلاث كان يعيش في أمريكا الشمالية منذ حوالي 8.25 مليون سنة، وخلال الفترة التي امتدت بين 6.9 إلى 6.7 ملايين سنة، انشقت أسود الجبال واليغورندي عن بعضها البعض وتطور كلاً منها ليُشكل نوعًا مستقلاً بذاته. ومنذ قرابة 4.9 ملايين سنة انشقت أسلاف الفهود المعاصرة عن السلف المشترك وتطورت لتُشكل جنسًا خاصًا بها، وقد أظهرت المستحثات أن تلك الحيوانات عاشت في الأراضي التي تُشكل اليوم ولايات نيڤادا وتكساس ووايومينغ بالولايات المتحدة. عادت أسلاف الفهود لتعبر مضيق بيرينغ من جديد خلال الفترة الممتدة بين 4 ملايين ومليون سنة وصولاً إلى آسيا فأفريقيا حيث بقيت وتطورت لتصبح بشكلها الحالي. ظهرت الفهود المعاصرة منذ ما يُقارب 200,000 سنة، واستمرت تزدهر في نواح عديدة من أفريقيا وآسيا وأوروبا حتى الفترة الممتدة بين 12,000 و10,000 سنة، أي خلال العصر الجليدي الأخير، فخلال هذه الفترة انقرض حوالي 75% من الثدييات على وجه الأرض، وكادت الفهود أن تكون بينها لولا أن استطاعت ثلة قليلة العدد منها أن تنجو وتتناسل وتعيد إكثار بني جنسها.

### السلالات
ما زال عدد سلالات الفهود يُشكل موضع جدل بين العلماء، ذلك أن فريق منهم يقول بوجود 6 سلالات من الفهود، بينما يقول فريق آخر بوجود 8 منها. وفي وقت من الأوقات أضيف ملك الفهود إلى قائمة سلالات هذا النوع تحت تسمية "Acinonyx jubatus rex"، إلا أنه أزيل منها في وقت لاحق عندما تبين أن نمط نماره ليس إلا نتيجةً لمورثة غالبة تدحر المورثة التي تحمل النمط الطبيعي وتحل محلها. كذلك يقول العلماء أن السلالة الصوفيّة (Acinonyx jubatus guttatus) المنقرضة، ربما لم تكن إلا أفرادًا من سلالة معروفة ذات مورثة غالبة كذلك الأمر. ومن أبرز السلالات المعترف بها:

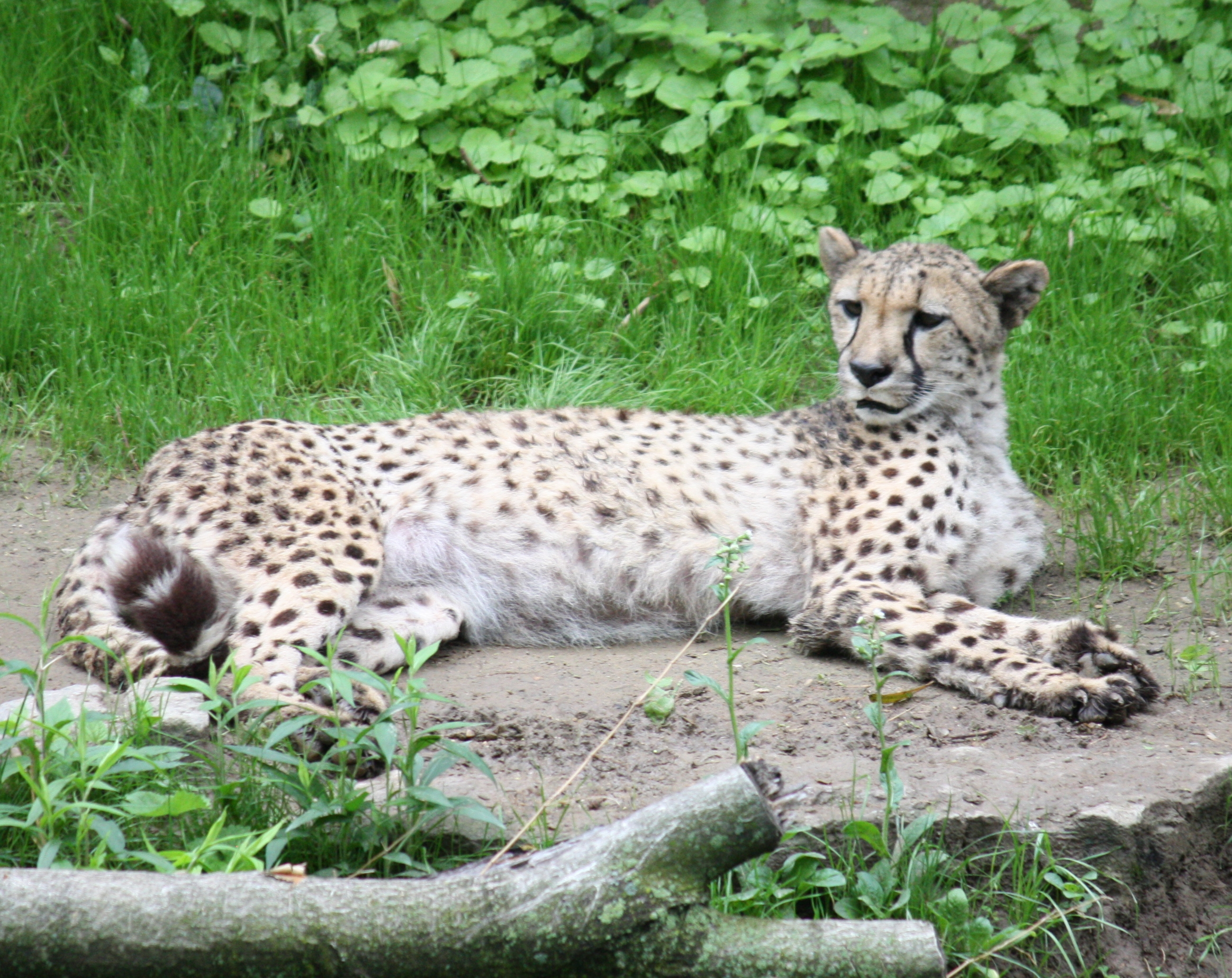
الفهد الأعرف.

- السلالة العرفيّة (الفهد الأعرف، الفهد الجنوبي، Acinonyx jubatus jubatus): تتواجد هذه السلالة في دول أفريقيا الجنوبية بشكل رئيسي وفي بعض أنحاء أفريقيا الشرقية، وبالتحديد في كل من دول: أنگولا، بوتسوانا، الكونغو، موزامبيق، مالاوي، جنوب أفريقيا، تنزانيا، زامبيا، زيمبابوي، وناميبيا. منها حوالي 500 فرد باق على قيد الحياة.

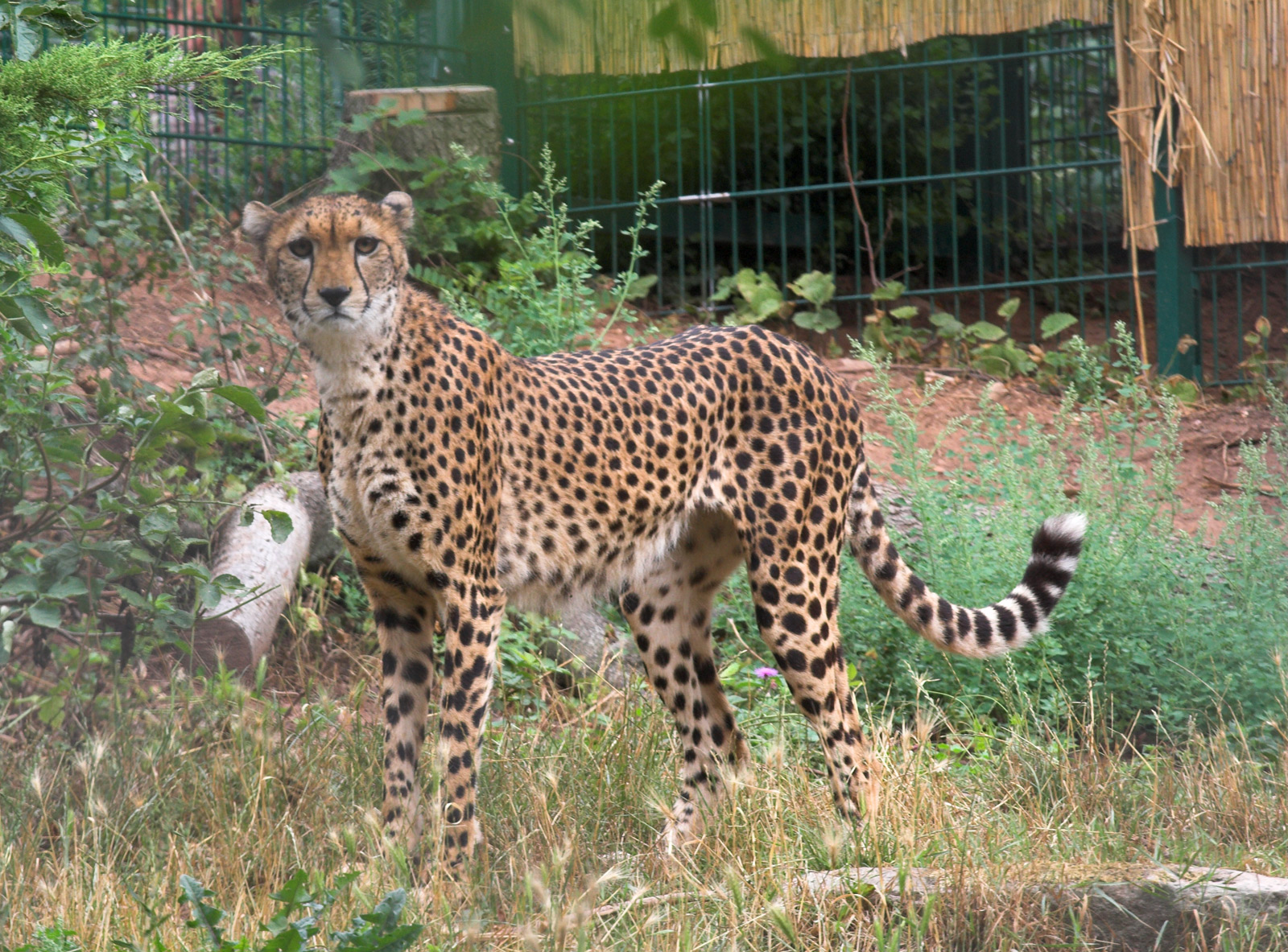
فهد سومرنج، فهد أفريقيا الوسطى.

- سلالة رايني (الفهد الشرقي، فهد الماساي، Acinonyx jubatus raineyii): تقطن أفريقيا الشرقية والقرن الأفريقي، في كل من: كينيا، الصومال، تنزانيا، وأوغندا. منها قرابة 3,000 فرد باق على قيد الحياة.

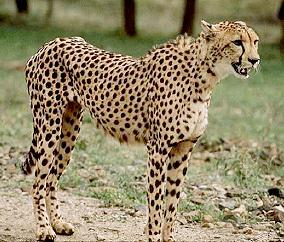
الفهد الآسيوي.

- السلالة السريعة (الفهد الغربي، Acinonyx jubatus velox): تقطن بعض أنحاء أفريقيا الغربية.
- السلالة النگورونگوريّة (فهد نگورونگورو، Acinonyx jubatus ngorongorensis): توجد في تنزانيا وبالتحديد في فوهة نگورونگورو.
- سلالة سومرنج (فهد سومرنج، فهد أفريقيا الوسطى، Acinonyx jubatus soemmeringii): تتواجد هذه السلالة في عدد من دول أفريقيا الوسطى وجزء بسيط من الشمالية، في كل من: الكاميرون، تشاد، جمهورية أفريقيا الوسطى، إثيوبيا، نيجيريا، النيجر، والسودان.
- سلالة هيك (فهد شمال أفريقيا، الفهد الصحراوي، Acinonyx jubatus hecki): تعيش في شمال وغرب أفريقيا وبالتحديد في دول: الجزائر، جيبوتي، مصر، مالي، موريتانيا، المغرب، النيجر، تونس، ليبيا، بنين، بوركينا فاسو، غانا، والسنغال إلا أن موطنها انحصر فقط بالجزائر وتوغو والنيجر ومالي وبينين وبوركينا فاسو ومصر والمغرب. مهددة بالانقراض بدرجة قصوى،[33] تنص بعض التقديرات أن هناك أقل من 250 فردًا بالغًا منها في البرية.[34]
- السلالة الصيّادة (الفهد الآسيوي، الفهد الإيراني، الفهد الهندي، الفهد العربي، Acinonyx jubatus venaticus): كانت هذه السلالة أوسع السلالات انتشارًا، حيث شمل موطنها أجزاءً من المشرق العربي (عُمان والإمارات العربية المتحدة والسعودية والعراق والأردن وفلسطين ولبنان وسوريا) إضافة إلى تركيا وإيران وباكستان وأفغانستان والهند وأرمينيا وأذربيجان وتركمنستان وأنحاء من روسيا. وهي مهددة بدرجة قصوى،[35] حيث تشير بعض التقديرات إلى وجود حوالي 50 فرد بري منها، مقصورة في وجودها اليوم على إيران وبعض أنحاء باكستان وعمان. تختلف عن السلالات الإفريقية بفرائها الأدكن وجسدها الأطول.[36]

ومن أسباب عدم اتفاق العلماء على عدد محدد من سلالات الفهود، الجدال القائم حول ما إذا كان ينبغي اعتبار بعض تلك السلالات المتفق عليها أساسًا سلالات مستقلة بذاتها أم لا، فجميع تلك السلالات متماثلة من الناحية الوراثية على الرغم من أن كلاً منها يقطن منطقة جغرافية مختلفة، فحتى السلالة الآسيوية الموجودة خارج إفريقيا تُظهر شبهًا وراثيًا كبيرًا مع سلالة شمال أفريقيا، لدرجة تجعل بعض العلماء يفترضون أنها تُشكل سلالة واحدة.

### التهجين مع سنوريات أخرى

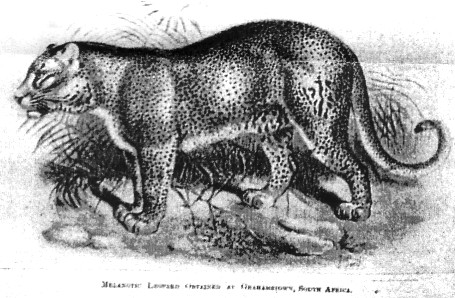
رسم لنمر أسفع زائف من سنة 1908، كان يُعتقد أنه هجين نمر وفهد.

يُصعب تهجين الفهد مع أنواع أخرى من السنوريات لأسباب مختلفة، منها أن الفهد أصغر حجمًا وأقل قوةً بأشواط من جميع السنوريات الكبرى، وهو بدوره أضخم من معظم السنوريات الصغرى، الأمر الذي ينجم عنه صعوبة كبيرة في عملية التآلف أولاً، ذلك أن أحد الطرفين سيخشى الآخر بطبيعة الحال، وإن نجحت عملية التآلف فإن عملية الجماع لن تخلو من الصعوبة، فمن المعروف أن السنوريات عندما تتجامع يُمسك الذكر بعنق الأنثى مداعبًا إياها، وبما أن إناث الفهود أصغر حجمًا بكثير من أي ذكر من ذكور السنوريات الكبرى، فإن هكذا مداعبة قد تقضي عليها، ويسري الأمر نفسه بحال حاول فهد ذكر أن يُجامع أنثى من إناث السنوريات الصغيرة. يقول البعض بإمكان تهجين النمور والفهود في الأسر بما أنها مشابهة لبعضها البعض من الناحية الوراثية، ويرد آخرون بعكس هذا الكلام تمامًا، ويقولون أن بنية الفهد وحدها تُشكل عائقًا أمام التهجين الناجح، ذلك أن وزن الفهدة الخفيف وتكوين عظامها وقوتها العضلية، لا تسمح لها بأن تحمل جراءً هجينة ضخمة، وبحال كان الحمل ناجحًا فإن الولادة ستكون متعسرة أو مستحيلة حتى. كذلك فإن السائل المنوي لذكور الفهود شديد الوهن والردائة بحيث لا يستطيع تخصيب بويضات أي أنثى من إناث السنوريات الكبرى. يفترض العلماء أن هجين النمر والفهد، بحال وُجد، سيمتلك خصائص مشتركة من كلا أبويه، كالفراء الأرقط برقط مشابهة لتلك الخاصة بالفهود والنمور، وبنية شبه عضلية، حيث سيكون أقل امتلاءً من النمور وأكثر وزنًا من الفهود، مما يعني أنه لن يكون قادرًا على العدو بنفس سرعة الأخيرة. كان يُعتقد فيما مضى أن ملك الفهود دليل حي على تهجين النمور والفهود بشكل طبيعي في البرية، وقد دعمت قبائل أفريقيا الشرقية هذه الفرضية عندما زعم عدد منها أن النمور تتزاوج والفهود بشكل شائع، وأنهم شهدوا عددًا من عمليات التزاوج تلك، قبل أن يكتشف العلماء أن نمط نمار ملك الفهود يعود لمورثة غالبة تمتلكها بعض الأفراد وتجعلها تظهر على هذا الشكل. ويسري الكلام ذاته على الفهود واليغاور. ولعلّ أكثر السنوريات احتمالاً بأن تتهجن والفهود بشكل ناجح هي أسود الجبال، ذلك أنها أقرب السنوريات إليها من حيث النسب. وفي شهر أكتوبر من سنة 2009، زعم موقع «حيوانات الناس الأليفة» (بالإنگليزية: PeoplePets) أن قط الممثلة الصينية «باي لينغ» ليس سوى هجين فهد ذكر وقطة مستأنسة، وأنها ابتاعته من أحد المربين بقيمة 30,000 دولار أمريكي، لكن تبين فيما بعد أن هذه المعلومة مغلوطة، خصوصًا بعد أن أعلنت المالكة أن قطها هجين قط مستأنس وبج وليس فهد.

## الخصائص الجسدية

### الوصف الخارجي

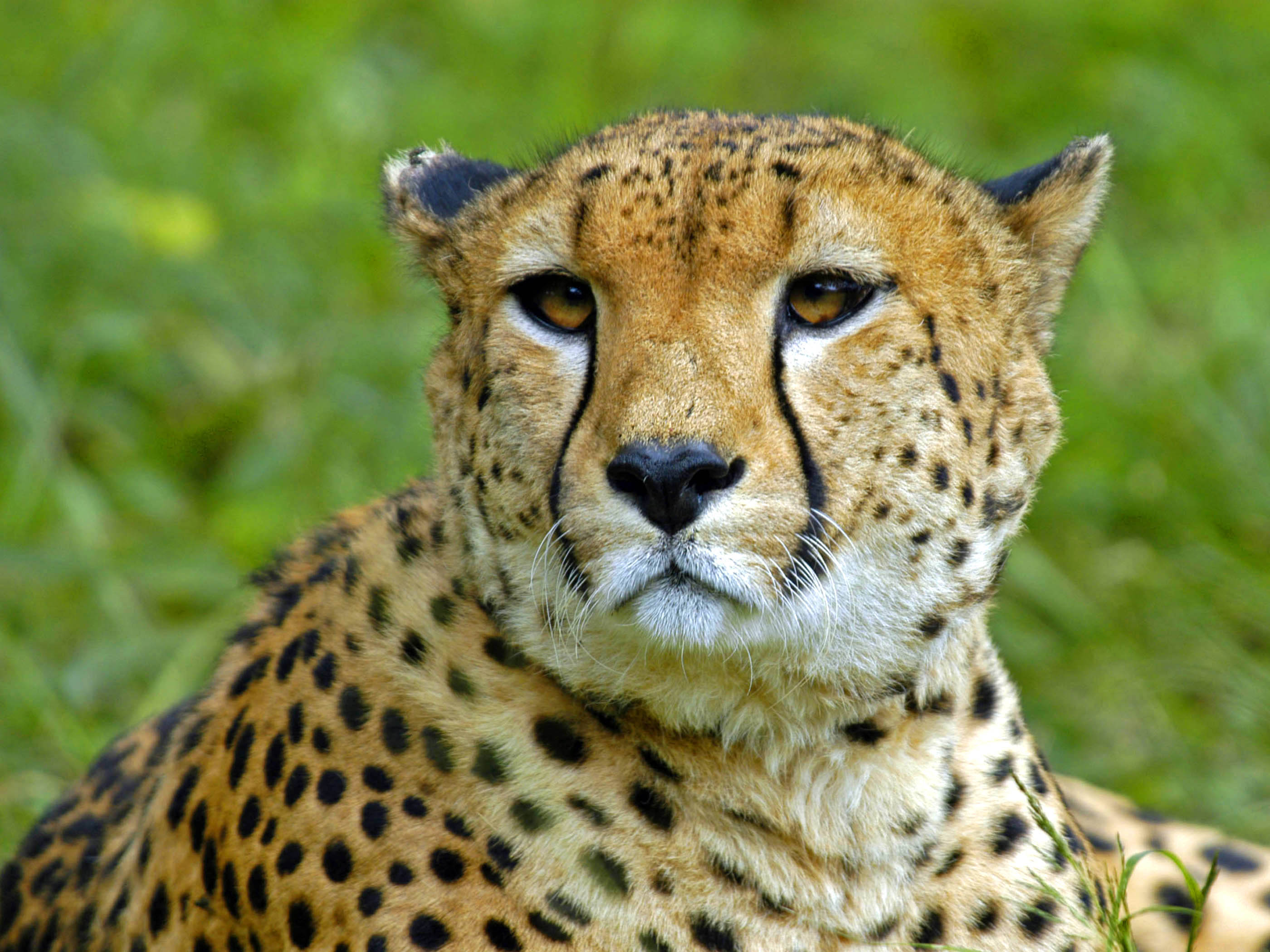
رأس فهد، لاحظ الخطوط المنحدرة من زاوية عينية إلى فمه والتي تشبه الدموع المنهمرة.

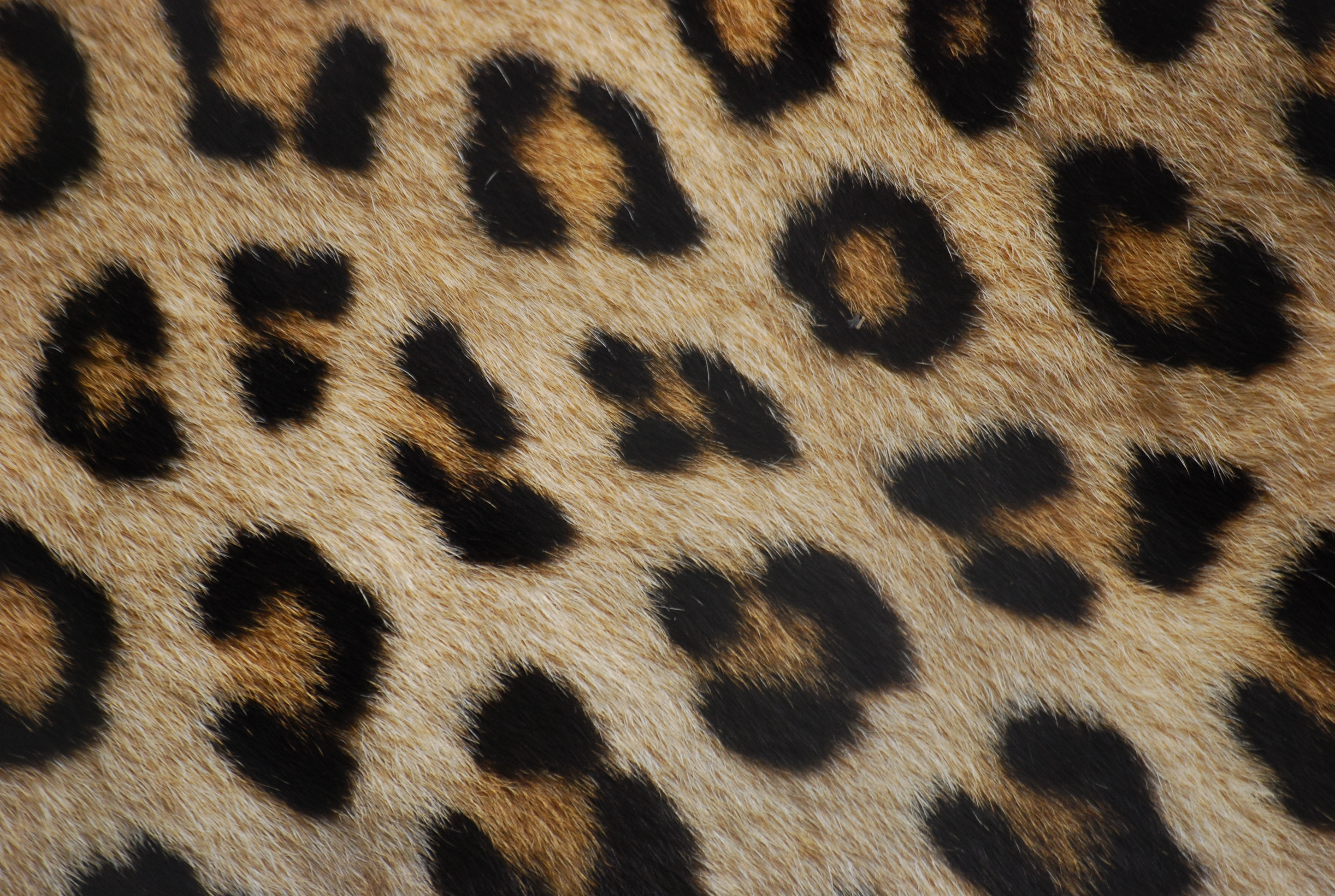
ورديات النمر، ذات فراغ بالوسط.

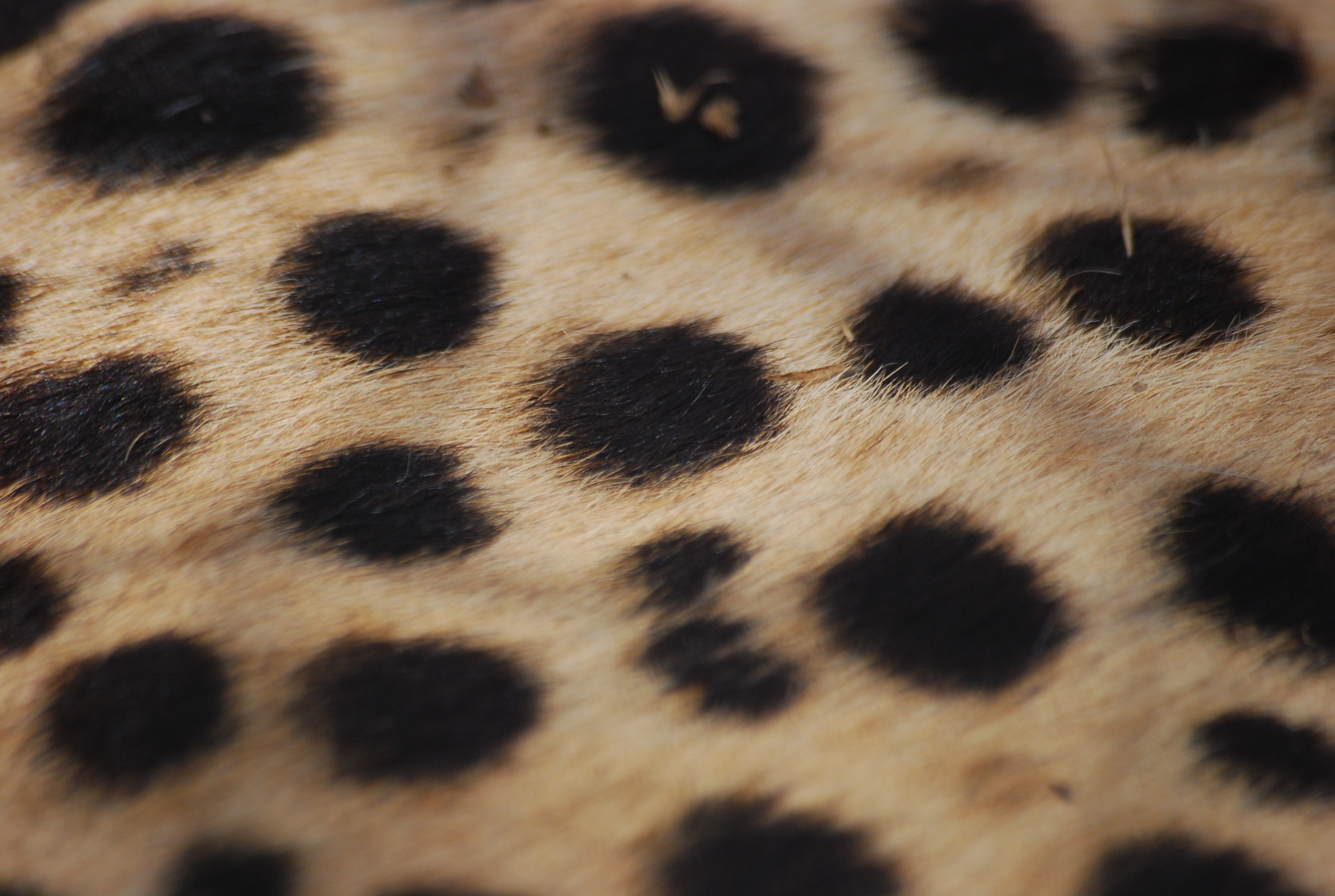
رقط الفهد، مجرد بقع أو نقط بسيطة.

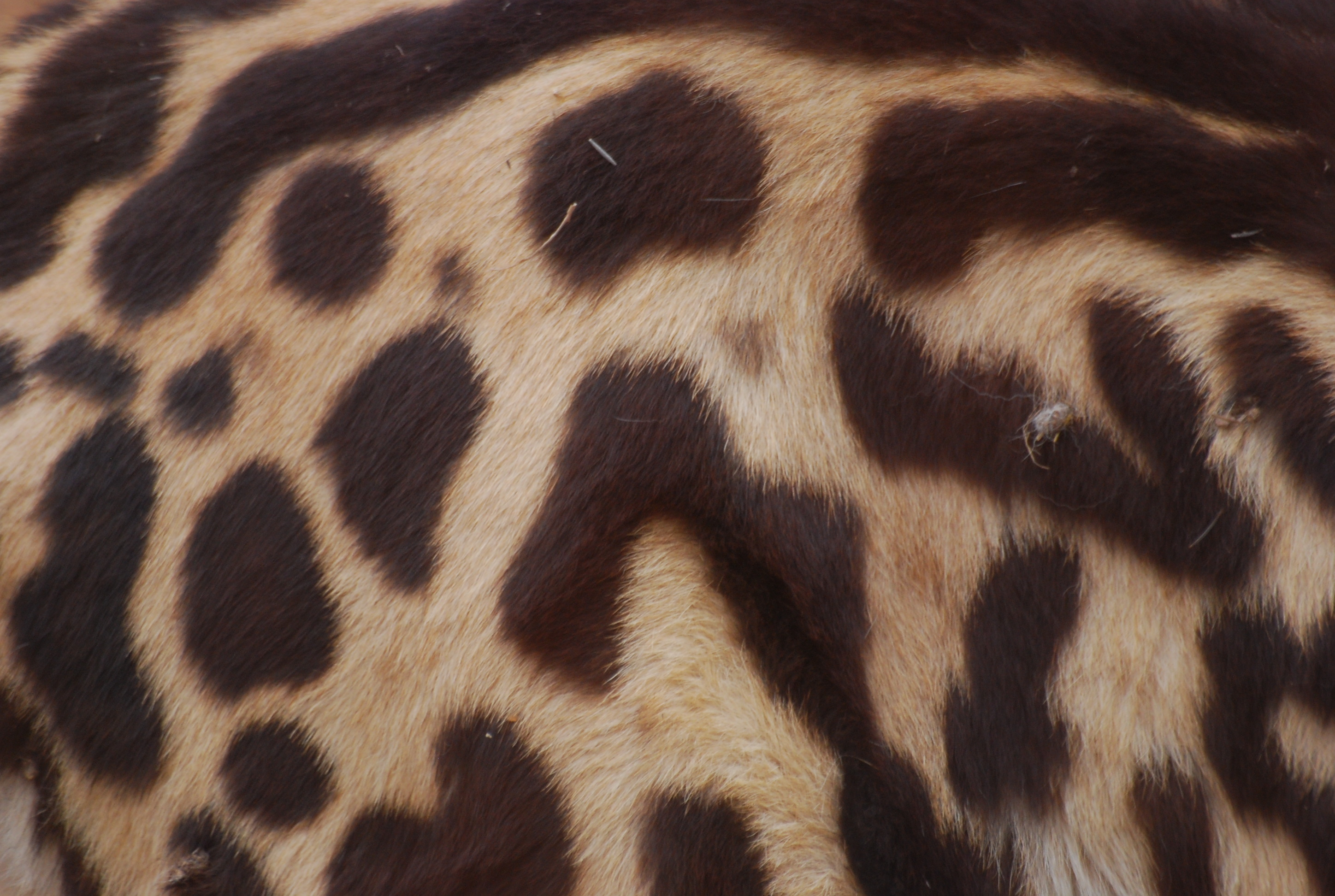
نمار ملك الفهود، رقط متصلة ببعضها البعض تُشكل ما يشبه الخطوط.

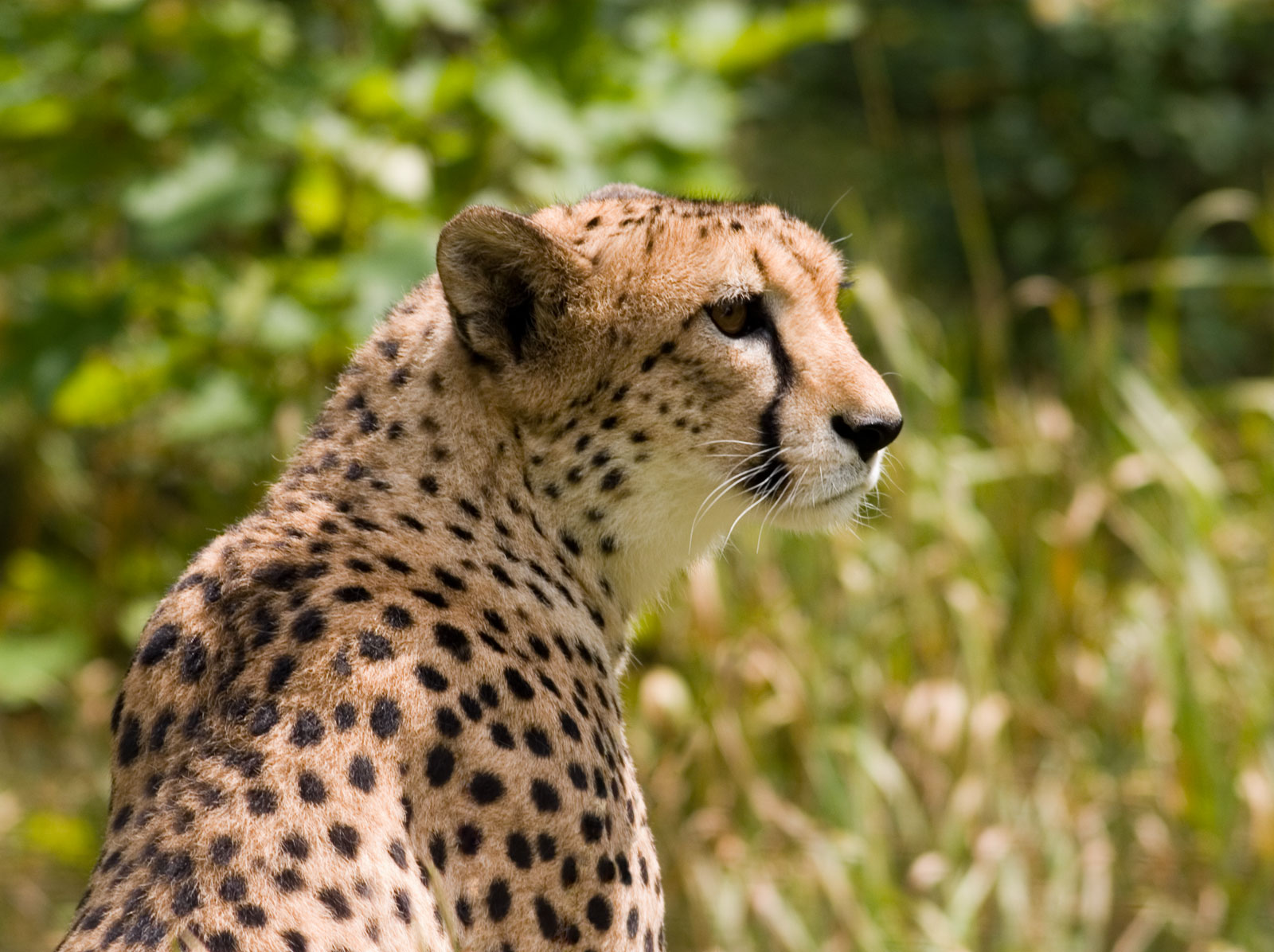
بقع أو نفط الفهد

للفهود صدور عميقة وأوساط نحيفة ضيقة، وفراؤها خشن قصير صدئ اللون ذي رقط سوداء يتراوح قطرها بين 2 و3 سنتيمترات (بين 0.79 و1.2 إنش)، يؤمن لها بعض التمويه بين أعشاب السڤانا الجافة. تنتشر الرقط على جميع أنحاء جسد الفهد عدا القسم السفلي منه، الذي يكون أبيض اللون بشكل كامل، وتندمج مع بعضها البعض على الذيل لتُشكل ما بين 4 و6 حلقات داكنة، وينتهي الذيل عادةً بخصلة كثة بيضاء. للفهد رأس صغير مقارنة بأنواع السنوريات الأخرى المماثلة له في الحجم، وتقع عيناه في أعلى جمجمته مما يمنحه رؤية أمامية ممتازة، وينحدر من زاوية عينيه خطّان أسودان يُقال لها «علامات الدموع» تمر بمحاذاة أنفه وصولاً إلى فمه، وتساعد هذه العلامات في حماية العينين من وهج أشعة الشمس عندما يعدو الحيوان خلف طريدته أثناء الصيد.
يتراوح وزن الفهد البالغ بين 36 و65 كيلوغرامًا (بين 79 و140 رطلاً)، ويتراوح طول جسدها بالكامل بين 115 و135 سنتيمترًا (بين 45 و53 إنشًا)، أما الذيل فيصل في طوله إلى حوالي 84 سنتيمترًا (33 إنشًا). يصل ارتفاع الفهود عند الكتفين لما بين 67 و94 سنتيمترًا (26 إلى 37 إنشًا)، وتميل الذكور لتكون أكبر حجمًا من الأناث بفارق بسيط، وتكون رؤوسها أضخم بعض الشيء كذلك الأمر، إلا أن مثنوية الشكل الجنسية عند هذه الحيوانات تبقى بالكاد تُذكر، لذا يُصعب على الناظر من بعد تمييز الذكر من الأنثى. يُخطأ الكثير من الناس ويخلطون بين النمور والفهود على الرغم من سهولة التفرقة بينهما، فعلى الرغم من أن كلا النوعين متماثلان في الحجم تقريبًا، إلا أن النمور أكثر امتلاءً من الفهود بكثير، وتلك الأخيرة أقصر جسدًا وأطول قامةً، الأمر الذي يجعلها تبدو أكثر انسيابًا. أضف إلى ذلك أنه يسهل التمييز بينها عن طريق رقطها: فالنمر يمتلك رقطًا وردية الشكل بينما يمتلك الفهد بقعًا بسيطة، ويمتلك النمر بقعة بيضاء مميزة على أسفل ذيله تستخدمها الأنثى في التواصل مع جرائها عندما تتنقل في العشب، وهذه البقعة معدومة عند الفهد. بالإضافة لذلك، تفتقد النمور للحلقات التي تقع على نهاية ذيل الفهد بالإضافة إلى الخطوط السوداء التي تنحدر من عيون الفهد إلى زوايا فمه، والفهود تجري بسرعة أكبر من النمور بكثير ولا تتسلّق الأشجار إلا عندما تكون جراءً فقط بينما تعد النمور متسلقة ماهرة، كما أن الأخيرة ليليّة النشاط في الغالب بينما الفهود نهاريّة النشاط.

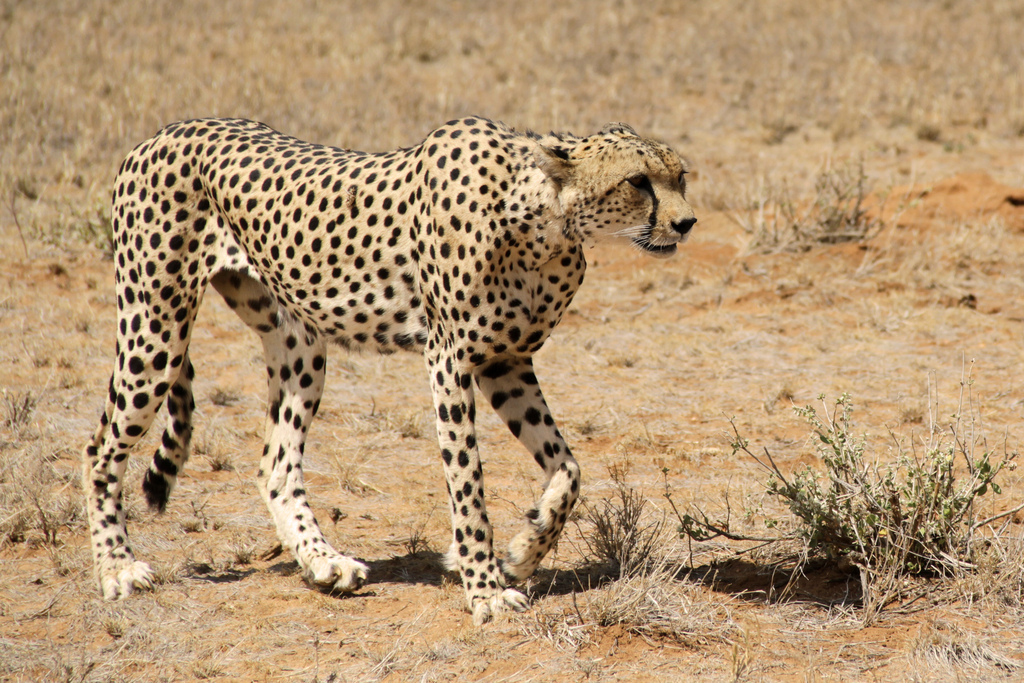
ذكر فهد

تظهر عند بعض الفهود طفرة نادرة تجعل من فرائها ملطخًا ومن نمارها نمارًا ضخمة مندمجة ببعضها البعض، ويُطلق على هذه الأفراد «ملوك الفهود»، وكان يُعتقد في السابق أنها تُشكل سلالة مستقلة بذاتها، لكن الأبحاث أظهرت في وقت لاحق أنها مجرّد طفرة من الفهود الأفريقية دون الآسيوية، ومن النادر رؤية هكذا أفراد في البرية، إلا أنها تُربى في الأسر على نطاق واسع.

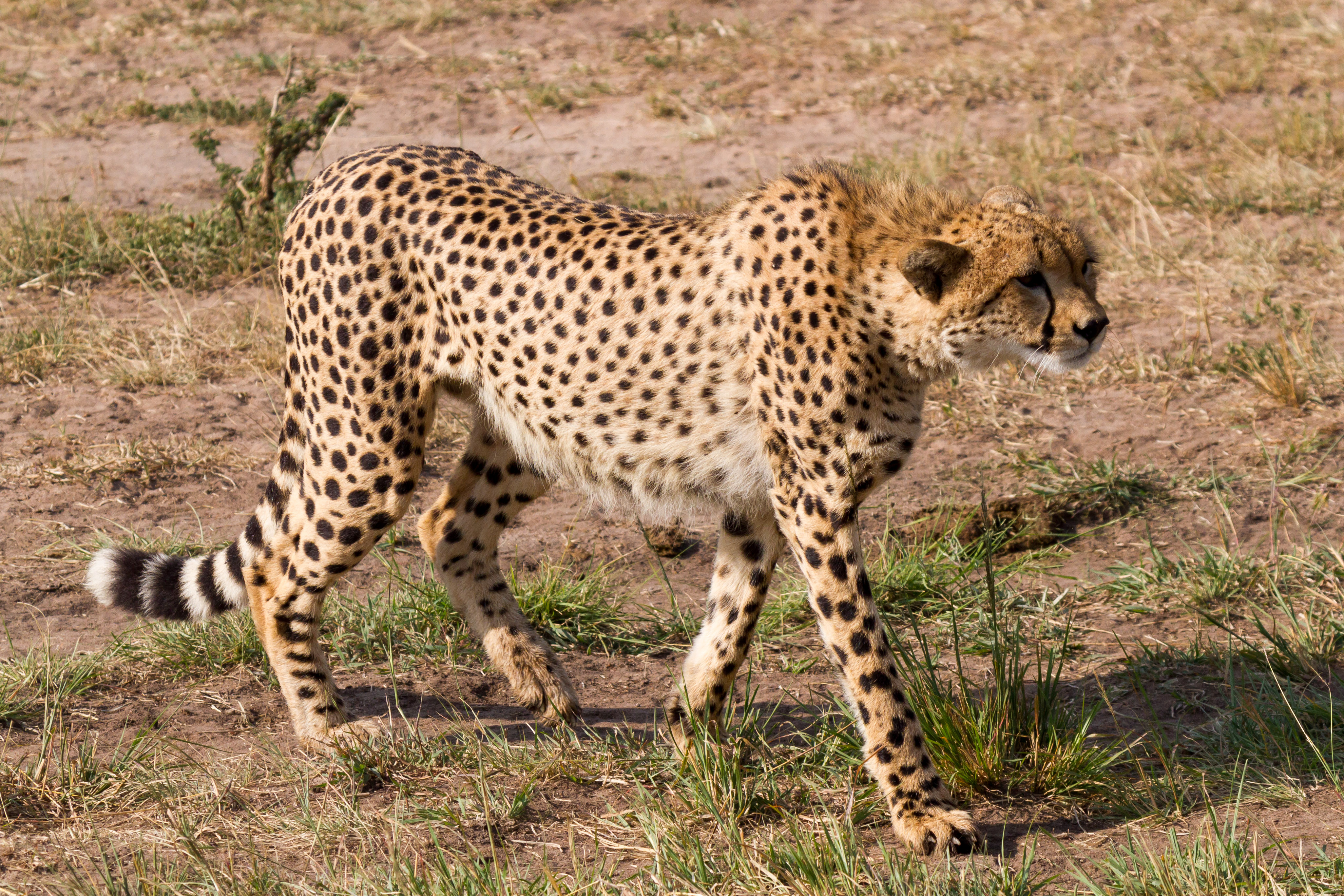
يتميز الفهد بالسرعة لكن يقابل ذلك ضعف في القوة الجسدية

تمتلك الفهود مخالب شبه مرتدة؛ وهذه الخاصيّة معروفة عند 3 أنواع أخرى من السنوريات فقط وهي: السنور السمّاك، السنور مفلطح الرأس، وسنور إيرموته، وهي تُساعدها على العدو بسرعة أكبر عن طريق دفعها نحو الأمام عندما تضرب أكفها بالأرض في لحظة الاندفاع. تُعد بنية رباط مخالب الفهد هي نفسها عند باقي أنواع السنوريات؛ ولا تختلف عنها إلا من ناحية افتقادها للغمد الفروي الذي ترتد إليه المخالب، لذا فإن الأخيرة، عدا الزمعة، تبقى بارزة للعيان. والزمعة عند الفهود تكون بدورها أقصر وأكثر استقامة بكثير من زمعات السنوريات الأخرى.

### مقدرة العدو
الفهود هي أسرع الثدييات عدوًا، حيث تستطيع أن تصل لسرعة تتراوح بين 112 و120 كيلومترًا في الساعة وأن تحافظ عليها لحوالي 275 مترًا، ويبلغ من سرعة الفهود أنها قادرة على أن تتقدم حوالي 7 أو 8 أمتار في خطوة واحدة، وأن تخطو 4 خطوات في الثانية. وأكف الفهد أكثر قساوة وأقل استدارة من أكف باقي السنوريات؛ مما يساعدها على الالتفاف بسرعة أثناء العدو ومطاردة فريستها، وتؤمن مخالبها البارزة الجر والاحتكاك اللازم لدفعها نحو الأمام. للفهود أسنان صغيرة مقارنة بالسنوريات الأخرى، ولعلّ ذلك يعود لامتلاكها منخرين شديدا الوسع يساعدها على استنشاق أكبر كمية ممكنة من الهواء المشبع بالأكسجين أثناء عدوها، مما لا يترك مجالاً لنمو جذور أسنان أكبر حجمًا. يمتلك الفهد قلبًا ضخمًا إضافة إلى رئتين وكبد وغدة كظرية أكبر من تلك الخاصة بحيوانات من نفس الحجم، الأمر الذي يُساعد على جعلها سريعة الاستجابة البدنية. تمتلك الفهود جسدًا طويلاً رشيقًا انسيابيًا وأعظم خفيفة، ويُساعد ذيلها الطويل على الحفاظ على توازنها عندما تنعطف انعطافًا شديدًا. أما عمودها الفقري فشديد الليونة، ويلعب دور النابض للقوائم الخلفية، مما يعطيها القدرة على الامتداد مع كل خطوة تخطيها. يندر للفهود أن تعدو لأكثر من 400 متر، وذلك بسبب احتمال ارتفاع درجة حرارة جسدها ارتفاعًا كبيرًا قد يقضي عليها، لذا يُلاحظ أنها تستريح لفترة وجيزة بعد كل عملية صيد قبل أن تبدأ بالاقتيات.

### الأنماط اللونية والنمارية

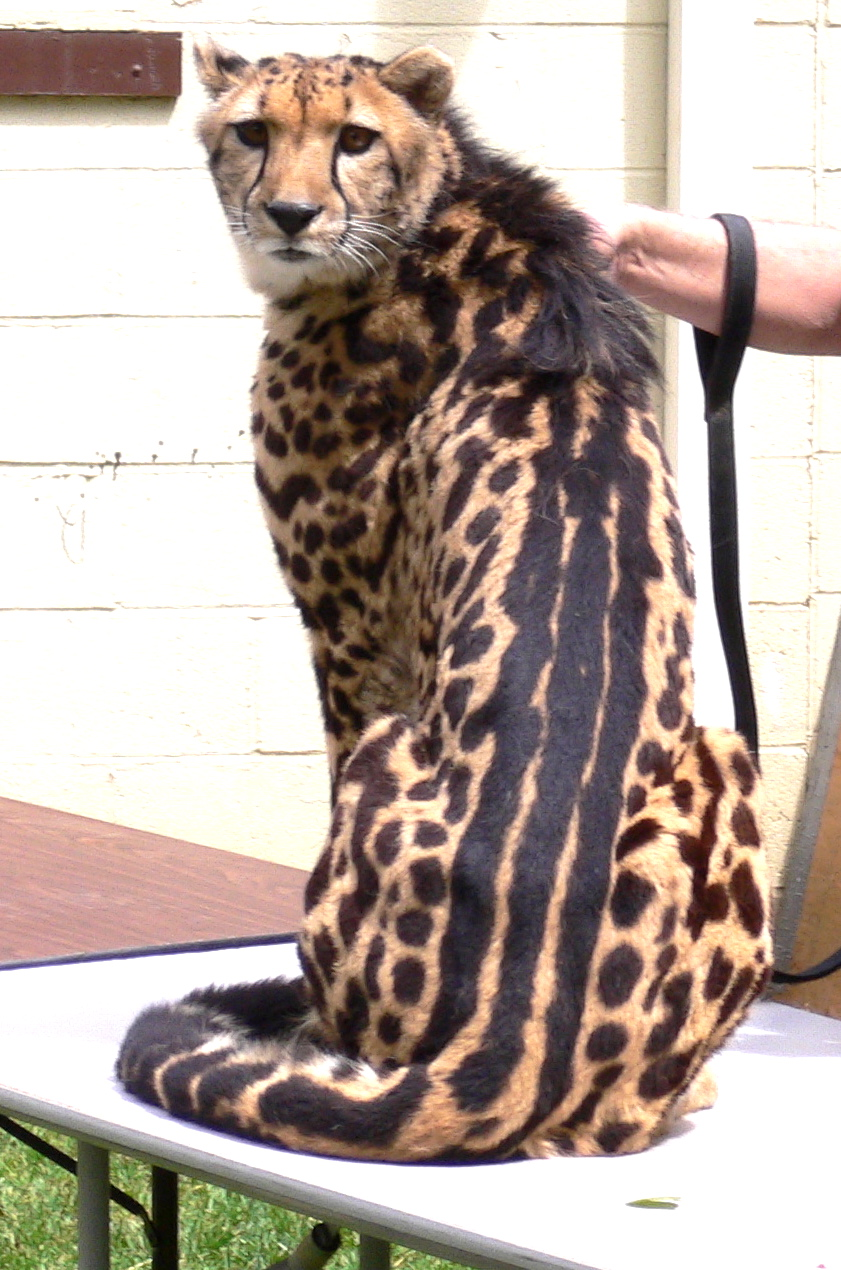
ملك الفهود، لاحظ نمط نماره الفريد الذي يميزه عن الفهود المألوفة.

من أشهر الأنماط النمارية عند الفهود النمط الفريد الذي يُعرف أصحابه «بملوك الفهود»، وقد اكتشف الأوروبيون هذا النمط للمرة الأولى سنة 1926 في المنطقة التي كانت تُعرف بجنوب روديسيا، وتُشكل حاليًا دولة زيمبابوي. وفي السنة الاحقة، قام عالم البيئة البريطاني «ريگنالد إينيس بوكوك» بوصف هذه الحيوانات بصفتها نوعًا مستقلاً بذاته، لكنه عاد وعدل عن رأيه هذا في سنة 1939 لقلّة الأدلة الداعمة له، وفي وقت سابق، في سنة 1928، ابتاع عالم الحيوان والسياسي البريطاني «والتر روثتشايلد» جلدًا يعود لأحد ملوك الفهود كان نمط نماره وسطًا بين نمار الفهود المألوفة والملوك منها، وقال فيه الصيّاد وعالم البيئة الإنگليزي أنه مجرد لون مختلف لفهد عادي. عُثر على 22 جلدًا من هذه الجلود في الفترة الممتدة بين سنتيّ 1926 و1974، ومنذ سنة 1927، لم ترد سوى 5 تقارير تفيد برؤية فهود ملوك في البرية، ولم يُلتقط صورة لأي فرد حي منها سوى في عام 1974 وذلك في منتزه كروغر الوطني بجنوب أفريقيا، وفي العام التالي التقطت الصورة الثانية لها على يد الباحثين في علم الحيوانات الخفية «پول» و«لينا بوتريل» أثناء حملة قاما بها بحثًا عن فهود برية من هذا الشكل، واستطاعا أيضًا صيد أحدها والاحتفاظ به محنطًا، وقد بدا ذلك الفرد أكبر حجمًا من الفهود المألوفة، وكان فرائه ذا بنية مختلفة. وفي سنة 1986 شوهد ملك فهود آخر في البرية، وكانت تلك المشاهدة الأولى منذ 7 سنوات، وبحلول سنة 1987 وُثق وجود 38 فردًا من تلك الحيوانات عن طريق عينات من جلودها في معظم الأحيان.
إنفض الجدال حول تصنيف ملوك الفهود في سنة 1981 عندما ولد اثنين منها خلال شهر مايو في «مركز إكثار الفهود البرية والحياة البرية» في جنوب أفريقيا، حيث أنجبت فهدتين شقيقتين بطنين يحوي كل منهما على ملك فهود واحد. وكانت كلا الفهدتان قد تزاوجتا مع ذكر قُبض عليه في إقليم الترنسڤال حيث وردت تقارير عديدة تفيد بوجود ملوك الفهود في تلك النواحي. وفي وقت لاحق ولد المزيد من ملوك الفهود في ذات المركز. يُعتقد أن الفهود قاطنة زيمبابوي وبوتسوانا وشمال إقليم الترنسڤال بجنوب أفريقيا، من إناث وذكور، هي الفهود الوحيدة في العالم ذات المورثة الغالبة التي تجعل بعضًا من ذريتها يولد بهذا الشكل، ولهذا السبب فإن ملوك الفهود نادرة أشد الندرة.

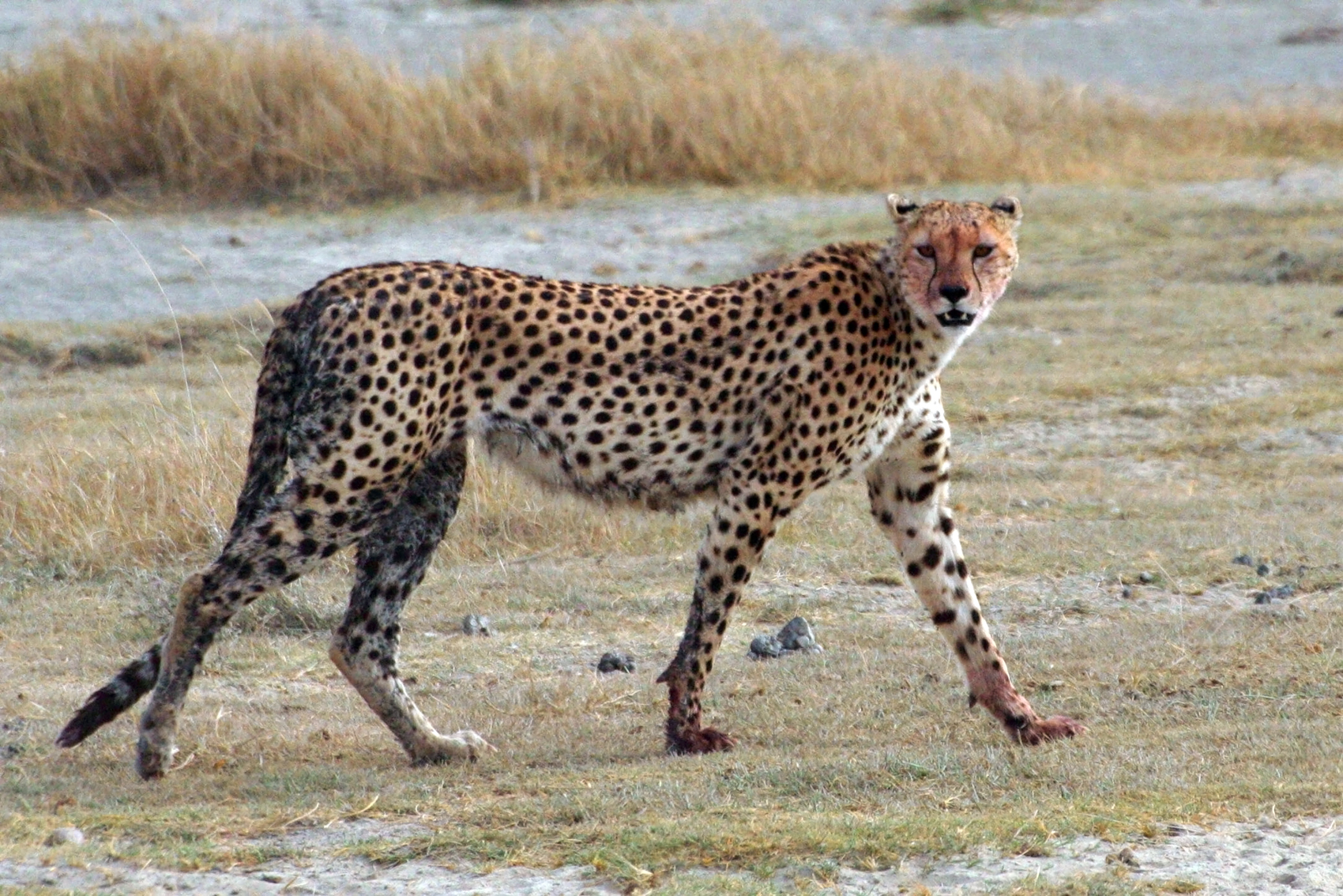
فهد ذو أهاب ضارب للاحمرار.

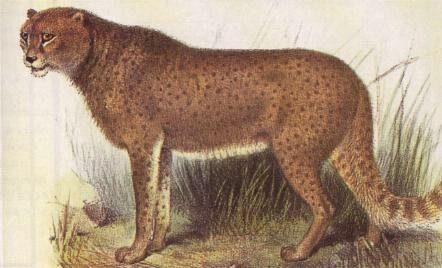
رسم للفهد الصوفي.

إن معظم الأنماط الأخرى لفراء الفهود معروفة من الفهود المستأنسة التي كان الأمراء الهنود يحتفظون بها للصيد، وهي تشمل: النمط عديم الرقط، الأسفع، الأمهق، والرمادي. كان إمبراطور الهند المغولي «نور الدین سلیم جهانگیر» يحتفظ بفهد أبيض قُدم له هدية في سنة 1608، أي في السنة الثالثة لتربعه على العرش، وقد ذكر ذلك في كتاب مذكراته الذي حمل عنوان «تزك جهانگیري»، فقال: «أحضر رجا ديو بير سينغ فهدًا أبيض يعرضه عليّ، وما كانت عيناي قد وقعت على فهد أبيض من قبل.... على أن طيورًا ووحوشًا أخرى يُعرف بياضها. كانت نماره زرقاء اللون عوض أن تكون سوداء، وجسده الناصع ضارب إلى الزرقة في بعض أنحائه». يفترض العلماء أن المعلومات الواردة في مذكرات الإمبراطور تفيد بأن هكذا فهود تعاني من طفرة بياض تخفف من نسبة الأصباغ في رمح شعرها، الأمر الذي يجعل من رقطها السوداء تظهر بلون رمادي ضبابي ومن فرائها الباهت أصلاً أبيض اللون بعض الشيء. وبالإضافة إلى هذا الفهد المذكور الذي احتفظ به الإمبراطور في عاصمة ملكه «أكرة»، وردت تقارير أخرى تفيد بأن فهدًا أمهقًا قُبض عليه بالقرب من بلدة «بوفورت الغربية» الواقعة بإقليم غربي رأس الرجاء الصالح بجنوب أفريقيا.
وُصف فهد أسفع، كان قد شوهد في منطقة ما وراء نهر نزويا بكينيا في سنة 1925 في رسالة إلى جمعية «البيئة في أفريقيا الشرقية»، كذلك أفاد أحد الحكام البريطانيين لجنوب أفريقيا أنه رأى فهدًا أسفع إلى جانب آخر مرقط في زامبيا، خلال نفس الحقبة الزمنية. أفاد البعض أيضًا برؤيته لفهود حمراء ذات رقط سمراء وأهاب ذهبي، وقال آخرون أنهم شاهدوا فهودًا قشدية ذات رقط حمراء باهتة وأهاب باهت. يُلاحظ أن الفهود قاطنة الصحراء غالبًا ما تكون أبهت لونًا من تلك قاطنة السهول، ولعلّ ذلك يُساعدها على التموّه وسط الرمال عندما تصطاد. وهناك نمط لوني نادر للفهود هو النمط الأردوازي، الذي تكون أصحابه رمادية باهتة ذات رقط أردوازية أو رمادية داكنة، كذلك هناك النمط عديم الرقط، وهو معروف من فهد وحيد قُتل عام 1921 في تنزانيا كان لديه قليل من الرقط الشديدة الصغر على عنقه وظهره. ومن أنماط فراء الفهود الشهيرة إلى جانب نمط الملوك، النمط الصوفي، وكانت أصحاب هذا النمط تشتهر بفرائها الأطول والأكثف، وقد اعتقد العلماء بادئ الأمر أنها تُشكل نوعًا مستقلاً بذاته قبل أن يعدلوا عن فكرتهم في وقت لاحق. لوحقت هذه الحيوانات واصطيدت بلا هوادة لغرض دراستها وللترفيه كذلك الأمر، فما كان من نتيجة ذلك إلا أن اختفى جميع الأفراد حاملة تلك الطفرة بحلول عقد الثمانينات من القرن التاسع عشر. كانت هذه الحيوانات أثخن جسدًا وأقصر قامةً من الفهود المألوفة، وكان فراؤها طويل كث على العنق والذيل بشكل خاص، ورقطها شديدة البهتان.

## السلوك والخواص الأحيائية

### التناسل ودورة الحياة

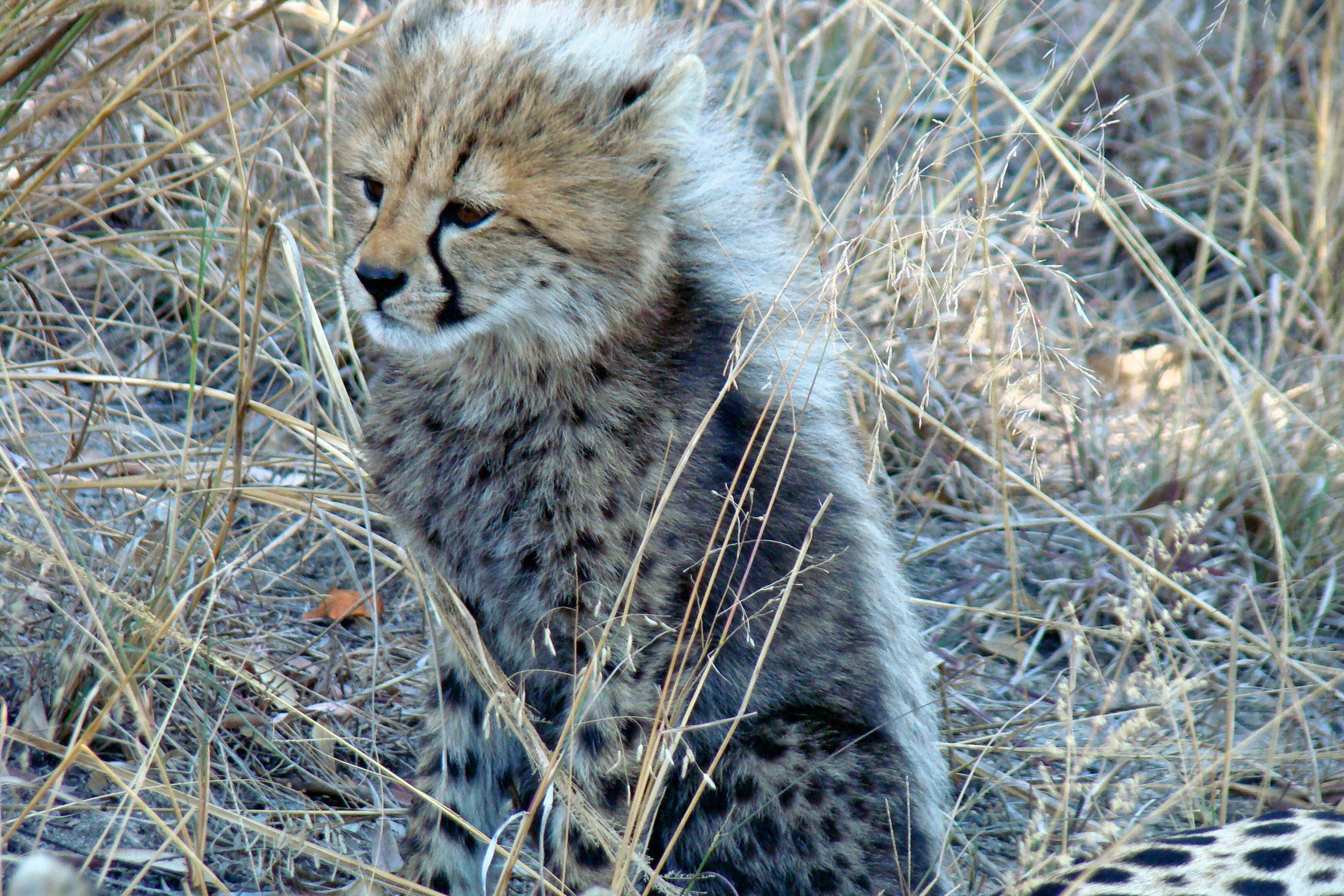
جرو الفهد، لاحظ عرفه الأزغب على طول عنقه وظهره.

تصل إناث الفهود لمرحلة النضج الجنسي عندما تبلغ عامها الثاني أو الثالث، أما الذكور فتصل مرحلة البلوغ عندما تبلغ السنة من العمر، إلا أنها لا تتزاوج عادةً قبل أن تبلغ 3 سنوات. تتناسل الفهود طيلة أيام السنة ولا تتقيد بموسم محدد، إلا أن الولادات تبلغ ذروتها في موسم الأمطار، وقد أظهرت دراسة أجراها بعض العلماء في سهول السيرينگتي بشرق أفريقيا أن إناث الفهود غالبًا ما تتجامع وذكور عديدة وتنجب جرائها من عدد منها.

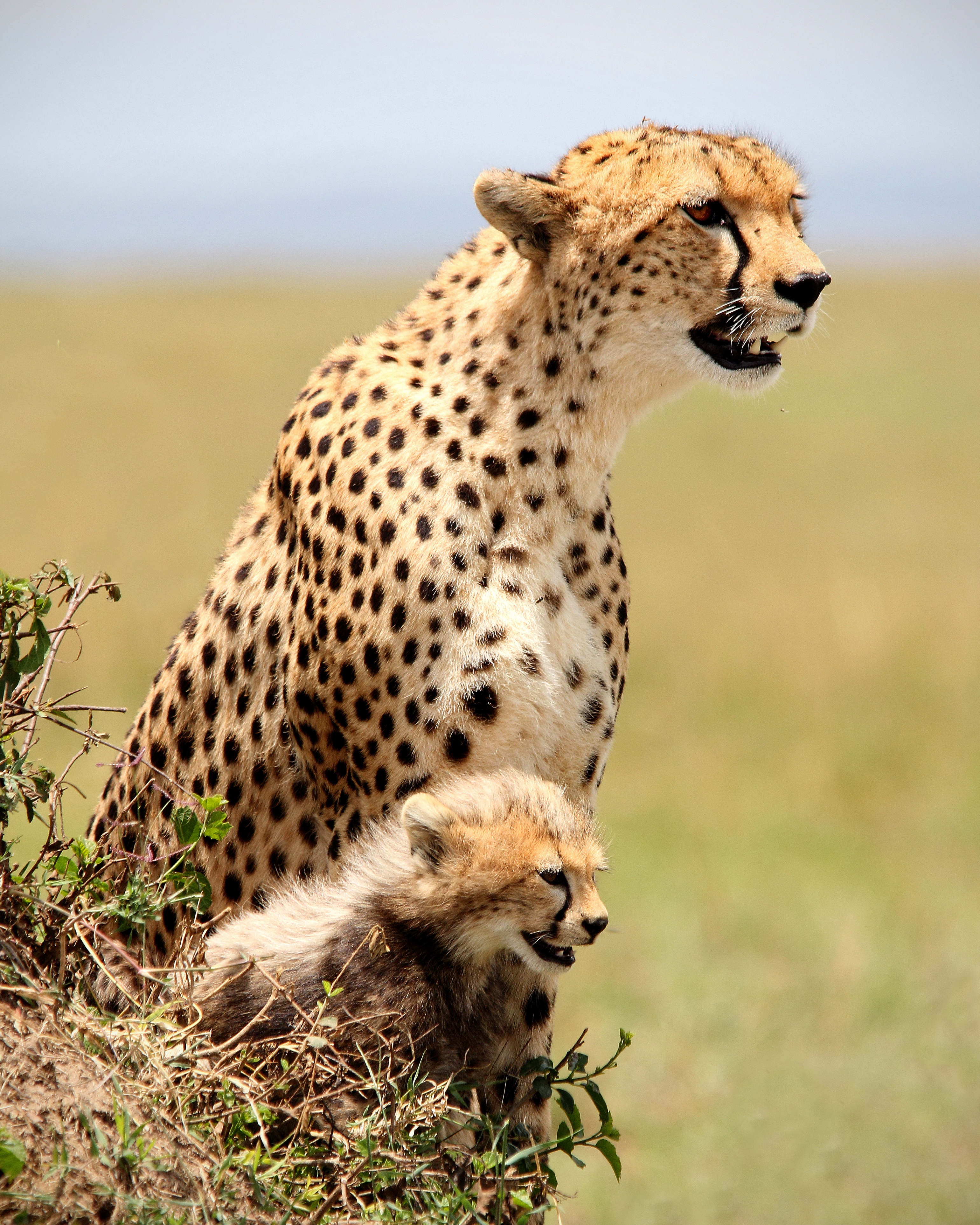
أنثى مع جروها

تلد الأنثى بطنًا يتراوح عدد أفراده بين 3 و5، على أنه يحتمل أن يصل إلى 9، بعد فترة حمل تدوم ما بين 90 و98 يومًا، وذلك في أفحوص تستره الأعشاب الطويلة عن العيون. يتراوح وزن الجراء عند الولادة بين 150 و300 غرام (بين 5.3 و11 أونصة)، وعلى العكس من الكثير من أنواع السنوريات، تولد الفهود بذات الرقط المميزة لها وتحتفظ بها طيلة حياتها، كذلك فإن ما يميز جراء الفهود عن صغار السنوريات الأخرى أنها تولد بفراء مبطن ناعم يمتد من وسط ظهرها على طول عنقها، يُطلق عليه تسمية «العباءة»، ومنه جاء اسم نوعها (باللاتينية: jubatus)، (يُسمى جرو الفهد بالعربية العوبر) ويمنحها هذا الفراء مظهرًا أعرفًا طيلة سنوات صغرها، قبل أن يتساقط مع تقدمها بالسن. يقول بعض العلماء أن عرف الجراء يساهم في حمايتها من الضواري، إذ أنه يجعل الفرد منها يبدو للناظر وكأنه غرير عسل، وهذه الأخيرة حيوانات شرسة من فصيلة العرسيات قادرة على مقارعة النمور حتى.

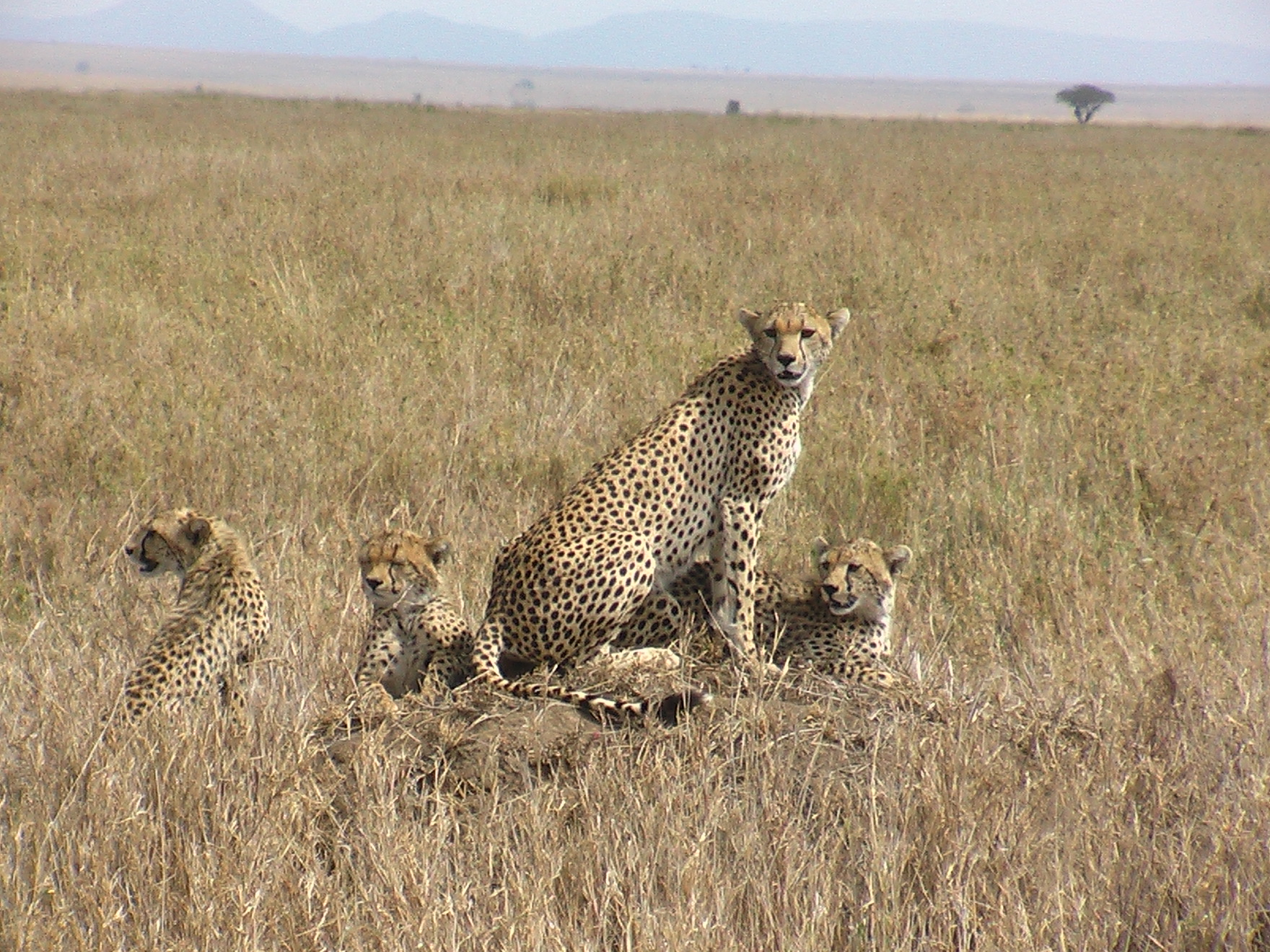
فهود يافعة ووالدتها.

يبدأ عرف الجراء بالتساقط في شهرها الثالث، ويُستبدل بفراء الفهود البالغة، إلا أنها تبقى تحتفظ بشعر عنقها الطويل حتى تبلغ سنتين من العمر. تُفطم الصغار خلال الفترة الممتدة بين شهرها الرابع والسابع وتبدأ بتعلم الصيد في هذه المرحلة، حيث تُرافق والدتها وتراقب عملية المطاردة والقتل، وقد تحضر الأم لجرائها طريدة حية من شاكلة الأخشاف أو الأرانب البرية وتتركها تتمرس على قتلها. تبقى الصغار مع والدتها حوالي سنة ونصف قبل أن تذهب في سبيلها وتسيطر على أحواز خاصة بها. تُعد نسبة الوفيات بين جراء الفهود مرتفعة جدًا، حيث ينفق 90% منها قبل أن يبلغ عامه الأول، وذلك يعود لأسباب مختلفة، منها الأمراض وافتراس الضواري الأكبر حجمًا لها، من شاكلة الأسود والنمور والضباع، إضافة إلى ذكور الفهود الغريبة. تعتبر الأشهر الثمانية عشر الأولى من حياة الجراء أهم فترة بالنسبة لها، إذ أنها تتعلم خلالها كل ما تحتاجه للبقاء من والدتها، وبحلول شهرها الثامن عشر، تقوم الأم بهجر جرائها، فتؤلف الأخيرة زمرة أخوية وتبقى سويًا طيلة 6 أشهر في العادة، وعندما تبلغ الإناث منها سنتين من العمر، فإنها تُقدم على مغادرة الزمرة والعيش بمفردها، أما الذكور فتبقى سويًا طيلة حياتها. يصل أمد حياة الفهد لحوالي 12 سنة في البرية، وقرابة 20 سنة في الأسر.

### السلوك المناطقي
تعتبر الفهود، وبشكل خاص الذكور منها، أكثر السنوريات حبًا للاجتماع بعد الأسود. تعيش الذكور من ذات البطن مع بعضها البعض في مجموعات طيلة حياتها، وبحال حوى البطن ذكرًا وحيدًا، فإن هذا الأخير سوف يُشكل ثنائيًا مع ذكر وحيد آخر، أو مجموعة مع ذكرين، وفي بعض الأحيان تنضم ذكور وحيدة إلى مجموعة مكونة من بضعة أشقاء، بحال تقبلت الأخيرة ذلك. يُطلق على مجموعة الفهود تسمية «حلف» أو «تحالف»، وفي دراسة لفهود السيرينگتي من سنة 1987، تبين أن 41% منها يعيش منفردًا، 40% يعيش في أزواج، و19% يعيش في مجموعة من 3 أفراد.

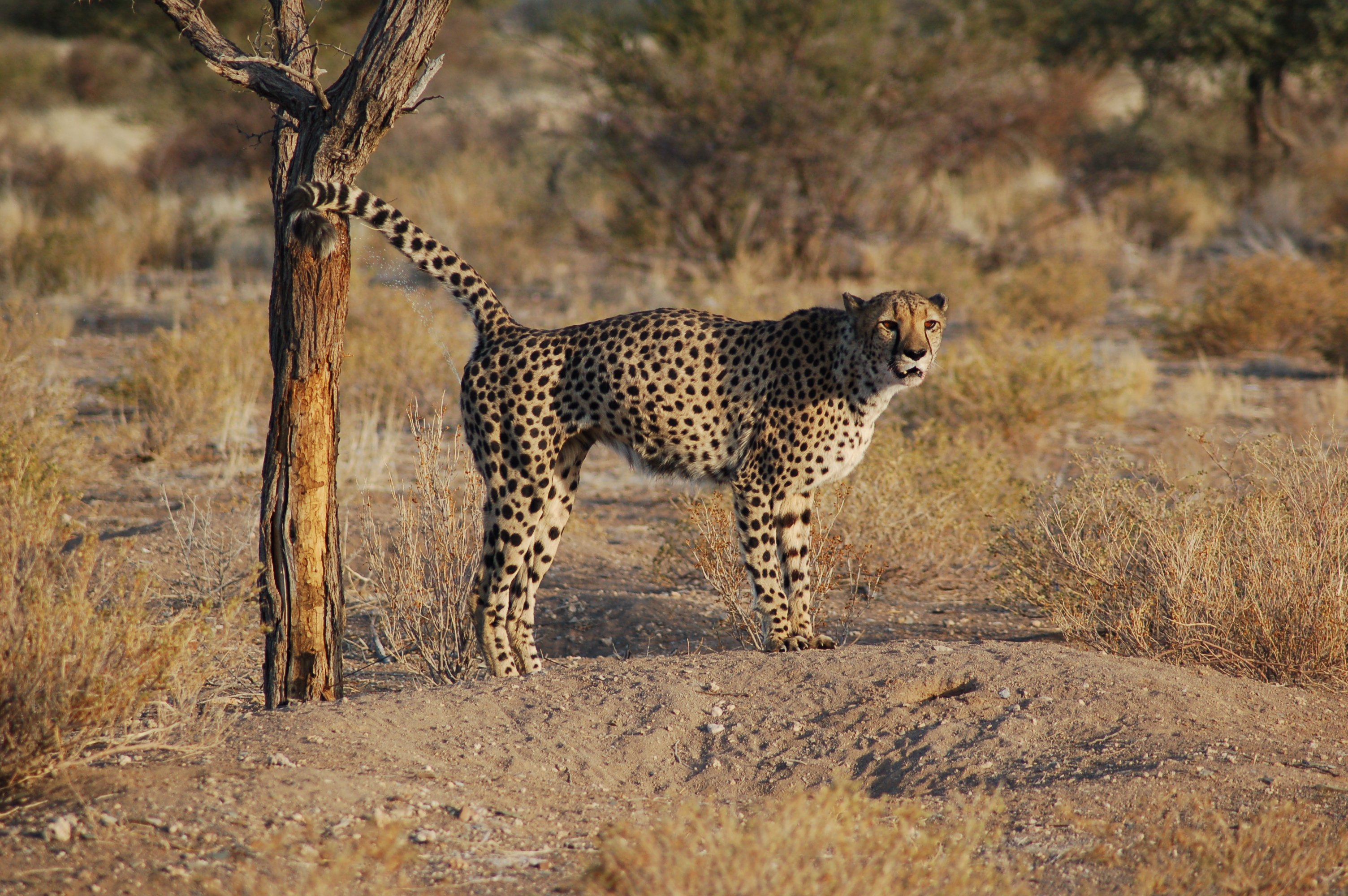
فهد يقوم بتعليم حدود حوزه عن طريق رش بوله على جذع شجرة يابسة.

تُعد فرصة تحالف الذكور بالاستيلاء على حوز خاص بها أكبر بست مرّات من فرصة الذكر المنفرد، إلا أن الدراسات أظهرت أنه على الرغم من ذلك، فهكذا مجموعة لا تقدر أن تسيطر على حوزها لفترة أطول من تلك التي يُسيطر فيها ذكرًا منفردًا على حوزه، أي لحوالي 4 سنوات. يمكن لحوز الأنثى أن يبلغ مساحةً شاسعة، لذا يصعب على الذكور السيطرة على منطقة تضم حوز عدد من الإناث لاستحالة الدفاع عن حدودها ضد الذكور الأخرى، وعوضًا عن ذلك يقوم الذكر بالسيطرة على المنطقة التي تلتقي فيها بضعة أحواز تعود لإناث مختلفة، مما يزيد من فرصته للتناسل ودرء الخطر عن حدود منطقته. تتأثر مساحة حوز الفهد ببضعة عوامل، منها: نسبة الموارد المتاحة والتي تعتمد عليها هذه الحيوانات للبقاء، فكلما كانت هذه النسبة قليلة كلما قلّت مساحة الحوز والعكس صحيح، لذا يُلاحظ أن مساحة أحواز الفهود في أفريقيا تتراوح بين 37 و160 كيلومترًا مربعًا (بين 14 و62 ميل مربّع)، ومن الموارد التي تعتمد الفهود عليها للبقاء: عدد كاف من الطرائد الصغيرة والمتوسطة الحجم، إضافةً لبعض السهول المنبسطة حيث تستطيع مطاردة فريستها والهرب من المفترسات الأخرى بسرعة فائقة إن لزم الأمر، فقد أظهرت بعض الدراسات أن مساحة حوز الفهود في أحراج جنوب أفريقيا تصل إلى 34 كيلومترًا مربعًا (13 ميلاً مربعًا)، أما في سهول ناميبيا وصحاريها، فقد تصل إلى 1,500 كيلومتر مربع (580 ميلاً مربعًا). ومن العوامل الأخرى المؤثرة في مساحة الحوز، نسبة الضواري الأكبر حجمًا في المنطقة، فكلما كان عدد النمور والأسود والضباع وسعادين الربّاح مرتفعًا، كلما انخفض عدد الفهود، ذلك أن تلك الضواري تقدم على الفتك بالفهود وجرائها كلما سنحت لها الفرصة، وبحال كان عددها منخفضًا فإن عدد الفهود يكون مرتفعًا بالمقابل، فقد لوحظ أنه في بعض أنحاء أفريقيا الشرقية حيث أبيدت المفترسات الضخمة، أصبح بالإمكان رؤية مجموعات ضخمة من الفهود يتراوح عدد أفرادها بين 14 و19 فهدًا.

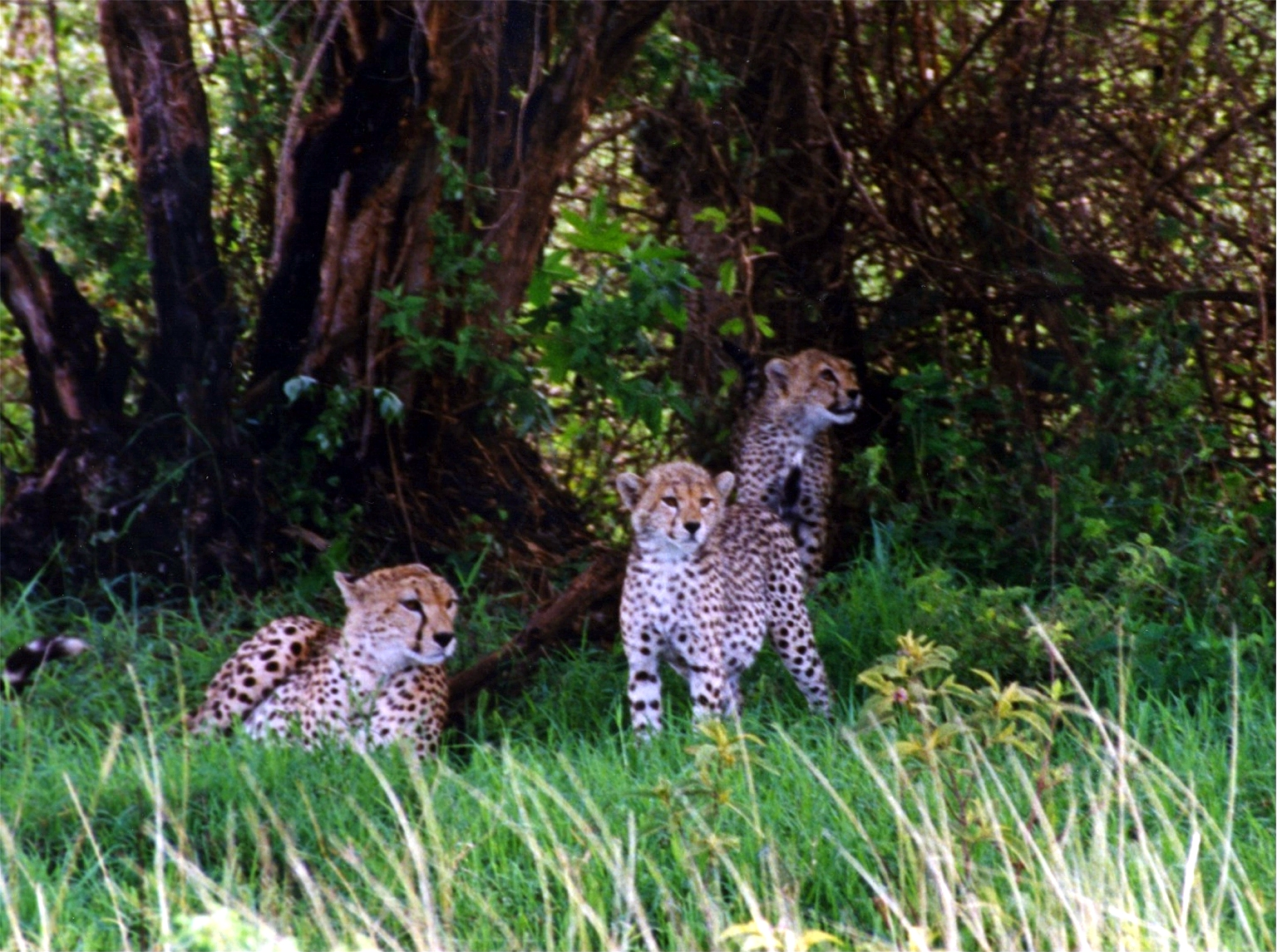
فهدة وجرائها في محمية فوهة نگورونگورو بتنزانيا.

تُعلّم الذكور حدود حوزها عبر رش بولها على الأشجار والصخور وتلال النمل الأبيض، وبحال كانت تُشكل حلفًا، فإن جميعها تقدم على رش البول لتزيد من قوّة رائحته وعبقه ولتُعلم الذكور الأخرى بوجودها. وذكور الفهود حيوانات مناطقية تدافع عن حدود حوزها بشراسة، وهي تستميت غالبًا في ذلك لدرجة أن أي نزاع مناطقي بينها غالبًا ما ينجم عنه موت أحد الطرفين أو إصابته إصابة بالغة.

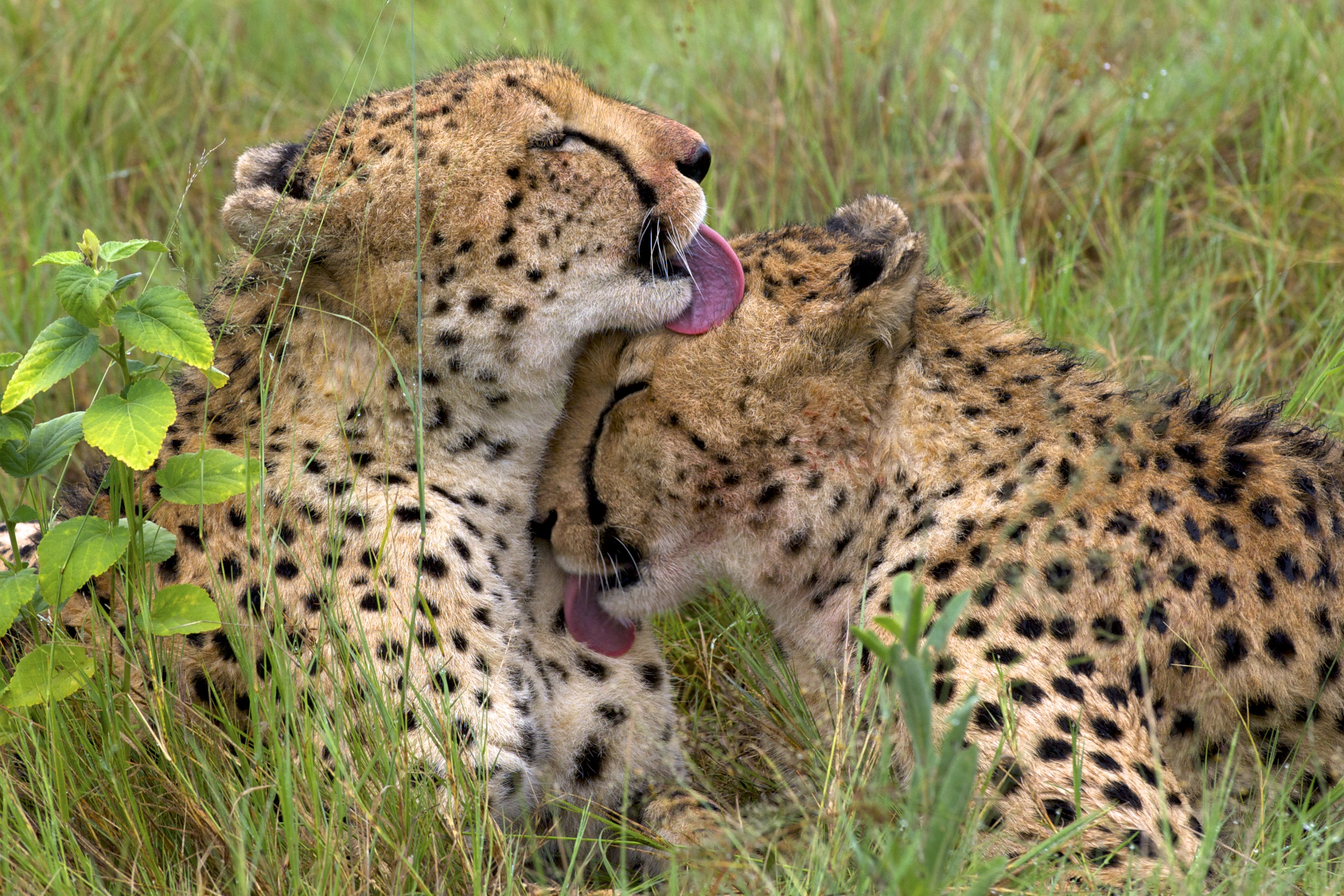
فهدان ينظفان بعضهم البعض.

تعتبر إناث الفهود فريدةً بين جميع السنوريات، إذ أنها لا تسيطر على حوز خاص بها، بل تبقى ضمن نطاق جغرافي معين يُطلق عليه تسمية الموطن أو الإقليم، يتقاطع مع ذلك الخاص بإناث أخرى غالبًا ما تربطها بها صلة دموية، كأن تكون بناتها أو شقيقاتها أو والدتها. تصطاد الإناث بمفردها على الدوام ولا تتعاون مع إناث أخرى على إسقاط أي طريدة، والحالة الوحيدة التي تصطاد فيها أنثى مع فهود أخرى، هي عندما ترافقها جرائها لتتعلم الصيد.

### الأصوات
تصدر الفهود عددًا من الأصوات، لكنها لا تزأر كما السنوريات الكبرى، ذلك أنها لا تمتلك الخواص الأحائية اللازمة التي تمكنها من هذا. كان يُعتقد بأن السبب الذي يُمكن السنوريات الكبرى من الزئير هو التعظم غير الكامل للعظم اللامي، إلا أن الدراسات الحديثة أظهرت أن هذه القابلية ترجع إلى خصائصها التشكلية المميزة، وبشكل خاص تلك المتعلقة بالحنجرة. أما الأصوات التي تصدرها الفهود فتشمل:
- النقيق: تُصدر الفهود نباحًا حادًا يُسمى نقيقًا عندما يحاول أحدها العثور على الأخر، وهذا النوع من الأصوات شائع بشكل خاص عند الأنثى ذات الجراء، حيث تصدره عندما تتواصل مع صغارها المختبئة أو التائهة ويمكن سماعه من على بعد كيلومترين.[57] ونقيق جراء الفهود مميز بين أصوات صغار السنوريات، إذ أنه يبدو للسامع وكأنه تغريد عصفور، لذا يُطلق عليه البعض «الصفير».
- التلعثم: تُصدر الفهود هذا النوع من الأصوات عند التقائها بفرد آخر من نوعها، ويُعبر ذلك عادةً عن رغبتها بالتواصل مع بني جنسها، أو عدم ارتياحها لوضع ما، أو عن رضائها، أو عند التقائها بفرد ينتمي للجنس الآخر. ويلاحظ أن كلا الجنسين يتلعثم لأسباب مختلفة.
- الزمجرة أو الهدر: تقدم الفهود على إصدار هذا الصوت مرفقًا بهسهسة وبصاق عندما يضايقها أمر ما ويسبب لها توترًا، أو عندما تواجه خطر معين.
- العواء: هو هدر أكثر حدة، وتصدره الفهود عادةً عندما يتفاقم الخطر الذي تتعرض له.
- الخرخرة: تُصدر الفهود هذا الصوت عندما تكون راضية مستريحة، وذلك عند التقائها بفرد آخر تستريح له عادةً، كما في حالة الأم وجرائها. ومن خصائص الخرخرة أنها تصدر عبر الشهيق والزفير على حد سواء.

### الحمية والصيد

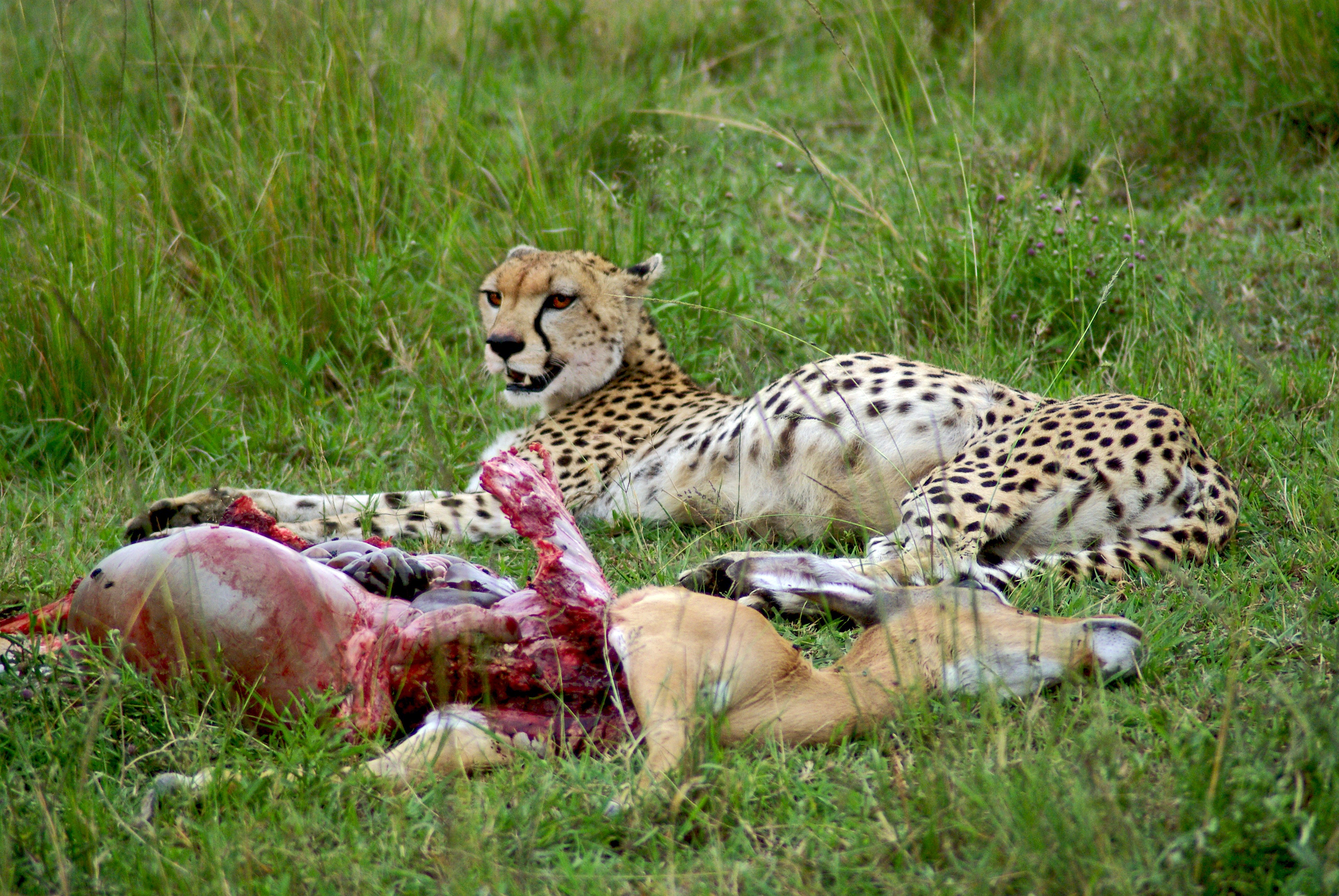
فهد إلى جانب طريدته في منتزه ماساي مارا الوطني بكينيا.

الفهود حيوانات لاحمة تقتات عادةً على الثدييات التي يقل وزنها عن 40 كيلوغرام (88 رطلاً)، من شاكلة غزلان طومسون، الظباء القفّازة، غزلان گرانت، الإمبالا، وصغار الخنازير الثؤلولية. كذلك فهي تقتات في بعض الأحيان على صغار بعض الثدييات الأكبر حجمًا، مثل صغار النو وحمر الزرد، وعلى تلك البالغة منها في أحيان أخرى، على أنه يُشترط في الحالة الأخيرة أن تكون الفهود تصطاد في مجموعة. تقتات الفهود أيضًا على بعض الطرائد الأصغر حجمًا مثل الأرانب البرية، الثعالب خفاشية الأذنين، بنات آوى سوداء الظهر، وبعض أنواع الطيور قاطنة الأرض كالغرغر والحبارى وفراخ النعام. تصطاد الفهود في وضح النهار على العكس من معظم السنوريات الأخرى ليلية النشاط، وغالبًا ما تقدم على ذلك في الصباح الباكر أو عند الغروب، أي خلال أكثر فترات النهار برودةً والتي لا يزال فيها ما يكفي من النور للسماح بالرؤية.
تعتمد الفهود على حاسة النظر عوضًا عن حاسة الشم عند الصيد. تتسلل الفهود نحو طريدتها حتى تصبح على بعد يتراوح بين 10 و30 مترًا (33–98 قدمًا) منها ثم تقدم على مطاردتها، وتدوم المطاردة عادةً لأقل من دقيقة واحدة، وبحال فشل الفهد في الإمساك بفريسته خلال هذه المدة، فإنه سوف يعدل عن المطاردة فورًا. تصل نسبة نجاح الفهود في الإمساك بطريدتها إلى 50%، أي أنها تنجح في نصف محاولاتها وتفشل في النصف الآخر.
يسبب العدو بسرعة فائقة ضغطًا كبيرًا لجسد الفهد، فأثناء الركض ترتفع درجة حرارتها لتصل مستوى قاتلاً بحيث لو استمر الفهد على هذ المنوال لسقط ميتًا؛ ولهذا السبب غالبًا ما يرى الناظر الفهد وهو يستريح لفترة من الوقت بعد أن يمسك طريدته وقبل أن يقتات عليها، وتختلف المدة التي يحتاجها الفهد للاستراحة من عناء المطاردة باختلاف الفترة التي قضاها مطاردًا للفريسة، فإن كانت تلك الأخيرة قد دامت طويلاً، فإنه قد يحتاج نصف ساعة أو أكثر حتى يستجمع قواه وطاقته. تقتل الفهود طريدتها عن طريق تعثيرها أثناء المطاردة، ومن ثم تقوم بعضّ حلقها حتى تنفق الأخيرة اختناقًا أو جرّاء ثقب إحدى شرايينها الحيوية؛ ويعود سبب قتل الفهود لطريدتها بهذا الشكل لعدم تمتعها بالقوة الكفاية حتى تكسر عنق فرائسها من الظباء والغزلان كما تفعل السنوريات الأكبر حجمًا. تقدم الفهود على الاقتيات بأسرع ما يمكنها بعد نفوق الفريسة، تحسبًا لوصول ضوار أخرى قادرة على سلبها إياها. تتشاطر الفهود طريدتها مع بعضها البعض ولا تظهر عدائية تجاه أقاربها التي تشاركها الطعام أغلب الأحيان.

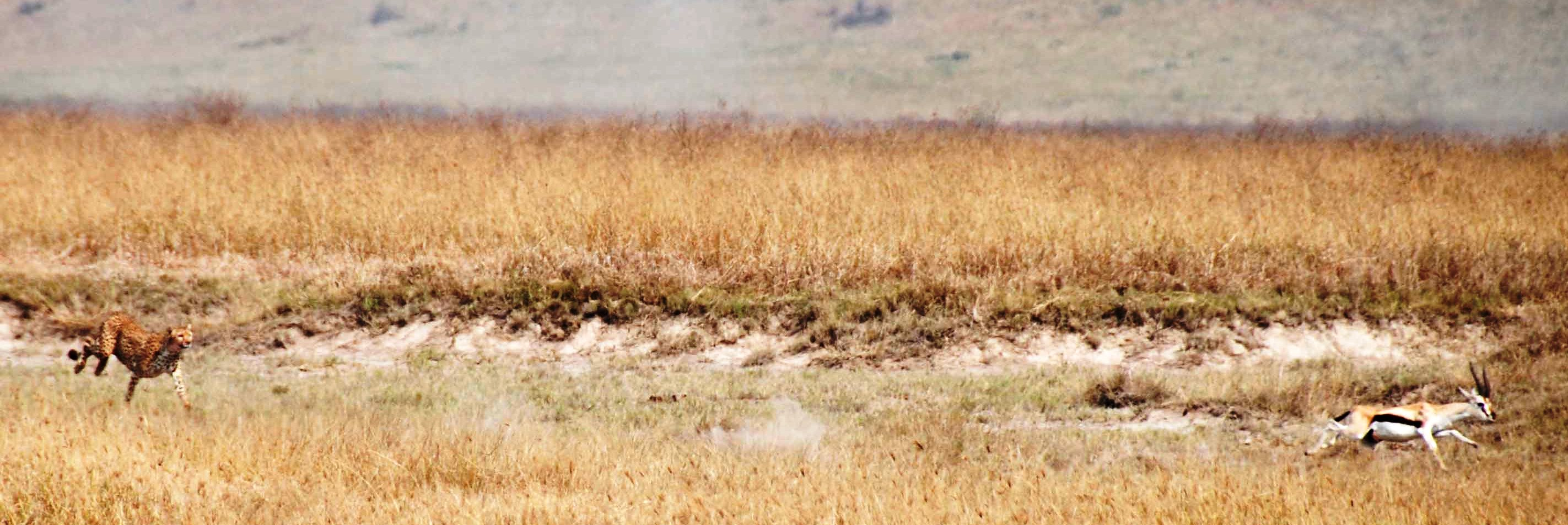
فهد يطارد غزالاً في فوهة نگورونگورو بتنزانيا.

تختلف حمية الفهود باختلاف المنطقة التي تقطنها، ففي أفريقيا الشرقية على سبيل المثال، تقتات الفهود بدرجة رئيسية على غزلان طومسون، وهذه الغزلان أقصر وأبطأ من الفهود وأقل مقاومة من طرائد أخرى، مما يجعلها فريسة مثالية، وفي أفريقيا الجنوبية تصطاد الفهود الظباء القفّازة بشكل رئيسي، وهذه الأخيرة أكبر حجمًا من غزلان طومسون لكنها لا تزال أقل سرعة من الفهد وقليلة المقاومة مثلها في ذلك مثل الغزلان. أما في الهند فكانت الفهود تصطاد الظباء السوداء والغزلان الهندية بوتيرة أعلى من اصطيادها لأنواع أخرى. تنتقي الفهود الأفراد الشاردة عن القطيع في أغلب الأحيان وليس الأفراد المريضة أو الطاعنة في السن كما يُعتقد.

### العلاقة مع الضواري الأخرى
على الرغم من سرعة الفهود وبراعتها بالصيد، إلا أنها غالبًا ما تخضع للضواري الأكبر حجمًا التي تشاطرها معظم موطنها، حيث أنها لا تستطيع الدفاع عن نفسها ضدها بعد أن فقدت قوتها الجسدية ومقدرتها على تسلق الأشجار لصالح سرعتها الفائقة أثناء عملية تطورها خلال آلاف السنين. تتجنب الفهود قتال أي حيوان ضار آخر في معظم الأحيان، وتقوم بهجر طريدتها لصالحه عوض أن تخاطر بتعرضها لإصابة قد تقعدها أو تؤثر على مقدرتها على العدو، مما قد يؤدي إلى فشلها بالصيد في كثير من الأحيان وبالتالي نفوقها جوعًا، ومن أبرز الضواري التي تسلب الفهود طرائدها، الضباع المرقطة الأكبر حجمًا والأقوى فكًا، فهذه لا تخشى الفهود وتقترب منها بثقة عمياء وتسرق طريدتها، ولا تقدم الفهود على مقارعة الضباع خوفًا من أفكاكها طاحنة العظام التي يمكن أن تحطم أحد أطرافها أو تقتلعها، ومن أكثر الأماكن حيث يُشاع حصول هكذا منازعة، منتزه ماساي مارا الوطني في كينيا، حيث تكتشف النسور موقع الصيد بسهولة نظرًا لانكشاف السهول، وتستدل عن طريقها الضواري الأخرى في المنطقة.
تصل نسبة احتمال فقدان الفهود طريدتها لصالح مفترس آخر إلى 50%. تتفادى الفهود منافسة الضواري الأخرى عن طريق صيدها في أوقات مختلفة من النهار لا تحبذها الأخيرة، وعبر اقتياتها فورًا على الفريسة بأسرع ما يمكن. وفي الآونة الأخيرة، أخذت الفهود الأفريقية تتعرض لمزيد من الضغوط من قبل المفترسات الأخرى نتيجة لتدمير المزيد من مساكنها وموائلها الطبيعية في تلك القارة على يد البشر، لغرض استصلاح الأراضي للزراعة وتربية الماشية.
تُقتل الفهود في كثير من الأحيان، وبشكل خاص الجراء منها، على يد الضواري الأخرى، ومعدل الوفيات بين الجراء مرتفع للغاية، إذ أن نسبته تصل إلى 90%، ومن المفترسات التي تستهدف الفهود وجرائها عمدًا: الأسود، النمور، الضباع، الكلاب البرية الأفريقية، والعقبان حتى. تقوم الأنثى بالدفاع عن جرائها ضد أي معتد، وفي بعض الأحيان تنجح في صد بعض الضواري وردها على أعقابها، كذلك غالبًا ما ينجح تحالف من الذكور بصد بعض الضواري الأخرى، شريطة أن يكون الذكور في هذا التحالف أكثر عددًا من المفترسات المعتدية وأن تقل الأخيرة عنها في قدها أو تماثلها. يعتبر الفهد البالغ السليم بمنأى نسبي عن معظم المفترسات نظرًا لسرعته الفائقة التي تمكنه من الهرب منها بسهولة.

## الانتشار والمسكن

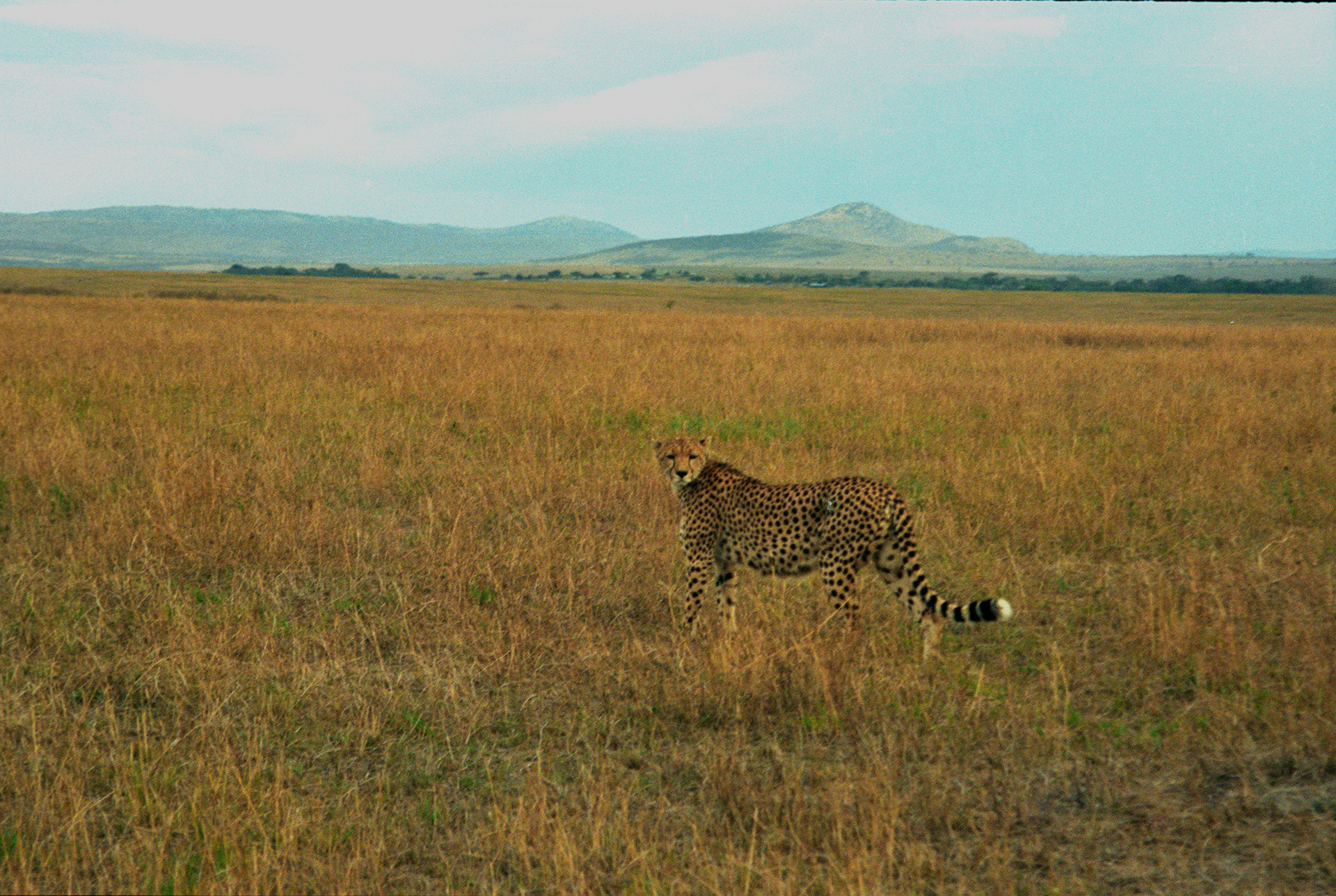
فهد في أرض عشبية.

كانت الفهود واسعة الانتشار سابقًا في مختلف أنحاء أفريقيا وآسيا، أما اليوم فهي مبعثرة مع تجمع جمهراتها الرئيسية في أفريقيا جنوب الصحراء الكبرى، وحتى في تلك الناحية من العالم، يمكن العثور على جيوب معزولة منها في بعض الأماكن. أما في آسيا فما زالت هناك جمهرة صغيرة منها يُقدر عدد أفرادها بحوالي الخمسين في محافظة خراسان بإيران، حيث يحاول علماء الحيوان ودعاة حماية الحياة البرية الحفاظ عليها وإكثارها. تفيد بعض التقارير غير المؤكدة بوجود بعض الفهود في جنوب شبه الجزيرة العربية والهند، كذلك كانت تقارير أخرى قد أفادت عبر السنين أن عددًا من الفهود لا تزال تقطن محافظة بلوشستان في باكستان، وقد أُكدت صحة هذه المزاعم عندما عُثر على جيفة فهد في تلك النواحي خلال السنوات القليلة الماضية. تقلص موطن الفهود خلال القرن العشرين بنسبة 76%، الأمر الذي أدى إلى تراجع أعدادها تراجعًا كبيرًا، بعد أن كان يصل في مستهل ذلك القرن إلى 100,000 فرد.
تفضل الفهود سكن الأراضي المكشوفة الواسعة ذات الطرائد الوفيرة، حيث تستطيع اللجوء إلى سرعتها للصيد والنجاة بحياتها إن لزم الأمر. ومن الموائل التي تفضلها الفهود: المناطق شبه الصحراوية، المروج، السهول العشبية، السڤانا، وأراضي الأشجار القمئية المكشوفة، ويمكن للفهود أن تعيش في أنواع مختلفة من المساكن في ذات المنطقة أو البلد، وأن تتنقل بينها، ففي ناميبيا على سبيل المثال، يمكن رؤية الفهود في السهول العشبية، السڤانا، الأجام الكثيفة، والمناطق الجبلية. كان الأرستقراطيون يستأنسون الفهود في الكثير من أنحاء موطنها السابق ويستخدموها لصيد الغزلان والظباء، كما تُستخدم اليوم كلاب الصيد بسلالاتها المختلفة.

## تمثيل الفهد في الثقافة الإنسانية

### الأهمية الاقتصادية

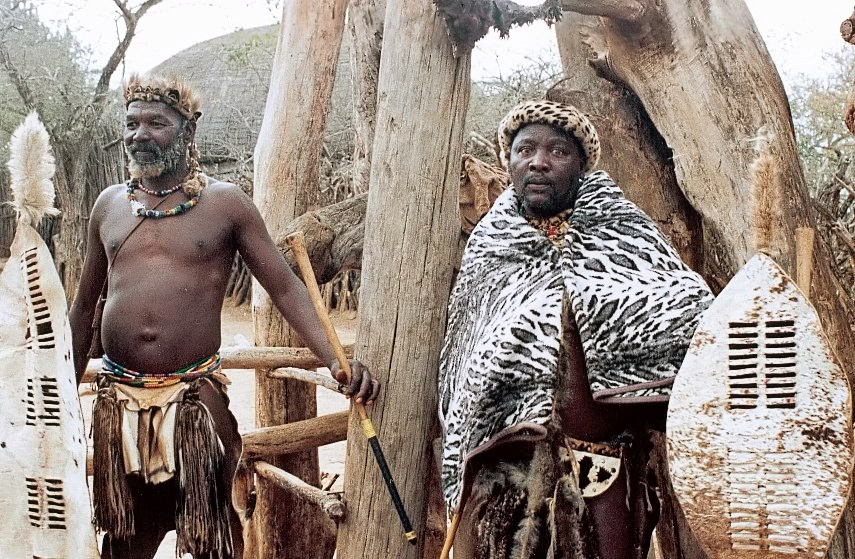
رجل من قبيلة الزولو يضع عمامةً من جلد الفهد على رأسه.

كانت بعض الشعوب تنظر إلى فراء الفهود على أنه يُمثل رمزًا اجتماعيًا مرموقًا، حيث كان بعض الملوك والأمراء يرتديه أو يعرضه على أرض بلاطه، أما اليوم فإن أهمية الفهود الاقتصادية تتمثل في ما تحققه من عوائد للمحميات الطبيعية والمنتزهات وحدائق الحيوان، حيث يدفع السيّاح مبلغًا من المال مقابل مشاهدتهم لها في مؤلها الطبيعي ورؤيتها تتفاعل وطرائدها والضواري الأخرى. والفهود إحدى أقل السنوريات عدائية تجاه الإنسان، ويمكن لفضولها أن يدفعها حتى تتسلق سيارات السفاري وتتفقدها، وفي بعض الأحيان تستخدمها كمطل كاشف لمحيطها، أو تستظل في ظلها إلى جانب البشر القابعين بداخلها. يمكن ترويض الفهود بسهولة نظرًا لقلة عدائيتها، وهناك بعض التجار الذين يقومون بتزويج أفراد منها في الأسر وبيع جرائها كحيوانات أليفة.
كانت الفهود، ولا تزال في بعض الأحيان، تُصاد من قبل المزارعين ومربي المواشي اعتقادًا منهم بأنها تفتك بحيواناتهم، وهناك عدد من الجمعيات والأشخاص الذين يقيمون برامج توعية للمزارعين لتثقيفهم عن هذه الحيوانات وتشجيعهم على عدم قتلها واللجوء إلى أساليب أخرى للتخلص منها، كنصب أفخاخ غير قاتلة لها ونقلها لأماكن أخرى. أظهرت بعض الدراسات أن الفهود لا تقدم على مهاجمة الماشية إلا بحال كانت يائسة للحصول على طعام، وأنها تفضل الطرائد البرية، ذلك أنها تخشى البشر وكلاب الحراسة وتربط بينها وبين الماعز والخراف، إلا أنها على الرغم من ذلك لا تتجنب الأراضي الزراعية بل تدخلها في نطاق حوزها وتجول بها، الأمر الذي يؤدي إلى نزاع بينها وبين ملاّك تلك الأراضي.

### الاستئناس

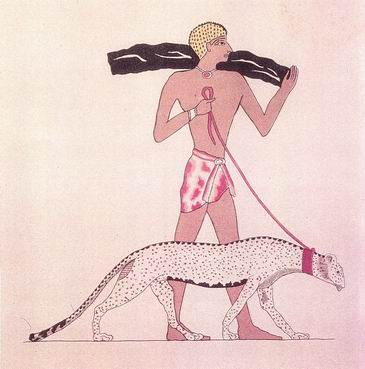
فهد مروض يُقدمه أحد رجال القبائل هدية إلى ملك طيبة (1700 ق.م.).

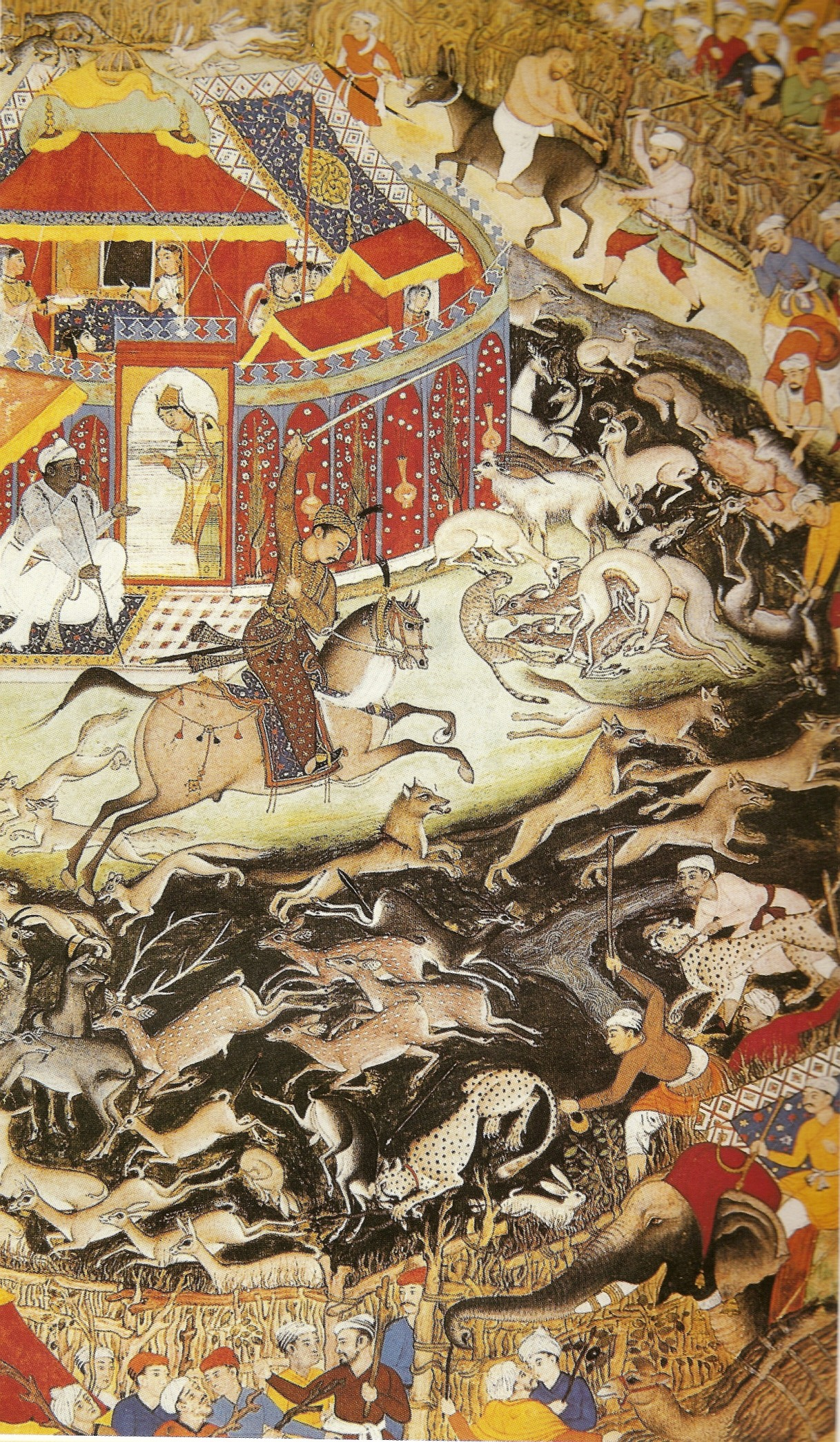
الإمبراطور "جلال الدین محمد أكبر" يصطاد برفقة فهوده قرابة سنة 1602.

استؤنست الفهود واستخدمت في الصيد من قبل العديد من الشعوب عبر الزمن، فقد احتفظ المصريون القدماء بها كحيوانات أليفة وقاموا بترويضها واستخدامها في صيد الغزلان والظباء والأرانب البرية، حيث كانوا يحملوها معهم في رحلات الصيد في عربات جانبية صغيرة، أو على ظهور الخيل، ويعصبون عيونها ويمسكون برسنها ريثما تقوم الكلاب بإفزاع الطريدة وحملها على الخروج للملأ، وما أن تصبح الأخيرة قريبة بما فيه الكفاية حتى تُزال العصابة عن أعين الفهد ويُطلق في أثر الفريسة. وفي وقت لاحق اقتبس الفرس هذا التقليد ومارسوه في بلادهم، ثم نقلوه إلى الهند حيث استمر الأمراء الهنود يطبقونه حتى بداية القرن العشرين. وكانت العرب قد اقتبست هذه الرياضة أيضًا من الفرس والمصريين عن طريق التفاعل الذي حصل جرّاء التبادل التجاري في بادئ الأمر، ومن ثم جرّاء الفتح الإسلامي، وكذلك فقد اقتبس الصليبيون هذا الأمر من العرب خلال فترة الحروب الصليبية، ونقلوه إلى أوروبا حيث مارسه عدد من النبلاء الإيطاليون والفرنسيون. كان الحكّام الروس يستخدمون الفهود في صيد ظباء السايگا قاطنة حوض نهر الفولگا، وكذلك فعل الأمراء الأرمن، حيث ذكر أحد الرحالة الألمان من القرن الخامس عشر، أن أميرًا أرمنيًا امتلك حوالي 100 فهد مدرّب على الصيد. استمرت الفهود تعتبر رمزًا أرستقراطيًا وملكيًا طيلة سنوات عديدة، وازدادت نسبة الملوك والأمراء الذين احتفظوا بها كحيوانات أليفة بازدياد العلم والمعرفة بسرعتها ونسبة نجاحها في الصيد، ومن أشهر الملوك الذين احتفظوا بفهود في بلاطهم: «جنكيز خان» خاقان إمبراطورية المغول، و«شارلمان» ملك الإفرنج وإمبراطور الرومان، إضافة إلى «جلال الدين محمد أكبر» إمبراطور الهند المغولية، المعروف بحبه للحيوانات والصيد، والذي احتفظ بحوالي 1000 فهد مستأنس. استمر احتفاظ الملوك بفهود مستأنسة حتى عقد الثلاثينات من القرن العشرين، ومن آخر هؤلاء الملوك نجاشي الحبشة «هيلا سيلاسي الأول»، الذي غالبًا ما يظهر في صوره وإلى جانبه فهد مربوط برسن.
وفي الوقت الحالي فإن استئناس الفهود واستخدامها في الصيد محصور بيد قلة من الناس الذين يحنون إلى تراث أجدادهم، مثل بعض المشايخ والأثرياء العرب من دولة الإمارات العربية المتحدة، الذين يبتاعون جراءً من السوق السوداء ويقومون بتدريبها على صيد الغزلان والأرانب البرية.

### الحفاظ على النوع
تعاني الفهود كثيرًا في مراحل حياتها الأولى بفعل افتراس الضواري لها وسهولة تعرضها للامراض المميتة بسبب ضعف مقاومتها العائد لقلة تنوعها الوراثي، وهي قد تولد مصابة بعيب أو عدّة عيوب خلقية كأسنان ضيقة، ذيول ملوية، أو أطراف محنية. يعتقد بعض علماء الأحياء أن الفهود لن يُكتب لها البقاء والازدهار بسبب تناسلها الداخلي الذي بلغ حدًا من الجسامة وأصاب النوع ككل بضرر لا يمكن الرجوع عنه وإصلاحه.

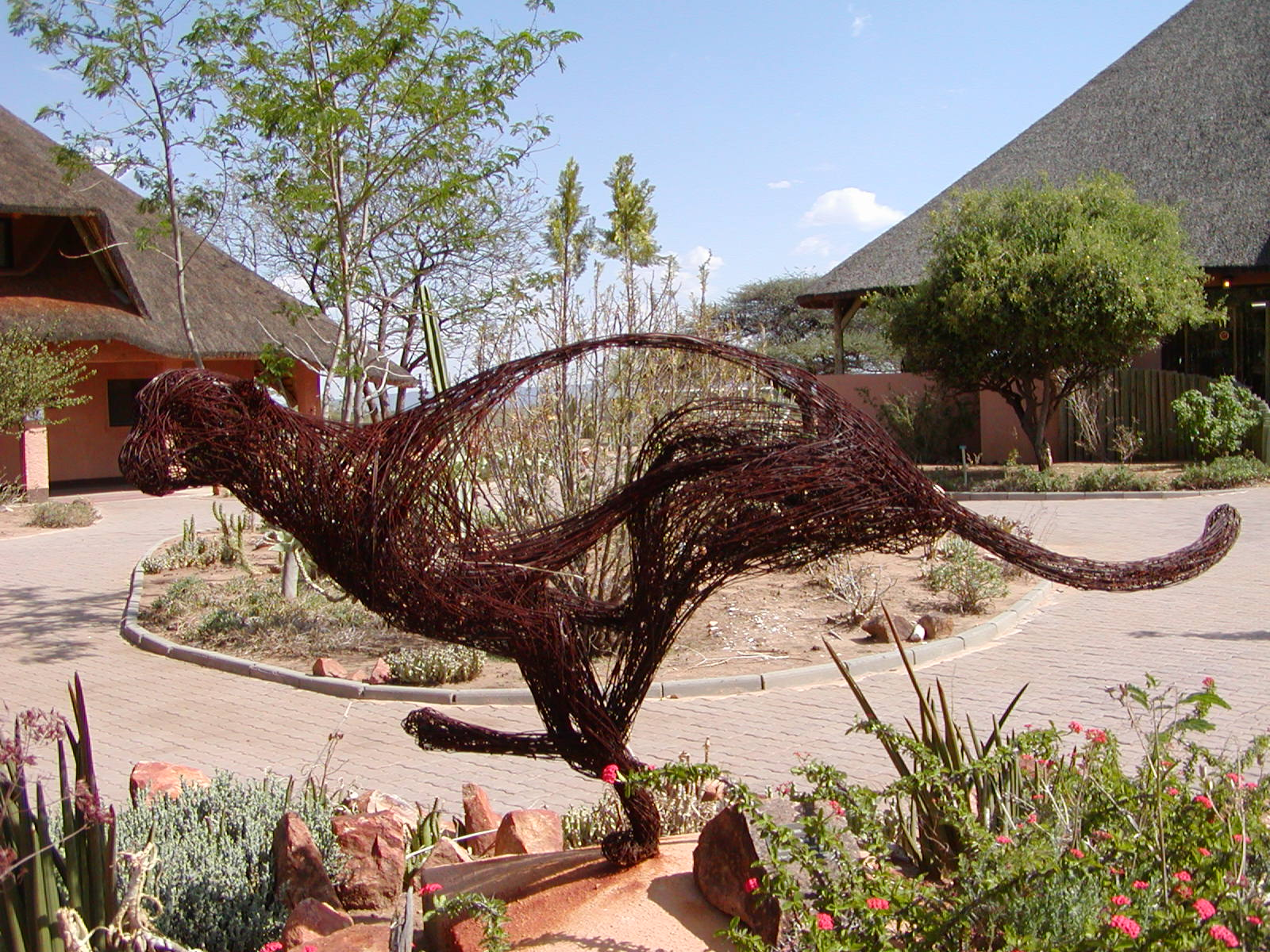
مركز الأبحاث والتثقيف التابع لجمعية صندوق الحفاظ على الفهود في ناميبيا.

يُصنف الخبراء في الاتحاد العالمي للحفاظ على الطبيعة الفهود على أنها مهددة بالانقراض بدرجة دنيا، وأن السلالة الآسيوية منها مهددة بدرجة قصوى أما السلالات الأفريقية فيصدق عليها وضع النوع ككل. وكذلك يفعل قانون الأنواع المهددة بالانقراض الأمريكي، حيث يُصنف الفهود كحيوانات مهددة، وهذه هي الحال أيضًا في اتفاقية حظر الإتجار بالأنواع المهددة بالانقراض (CITES) حيث يضع الخبراء الفهود ضمن قائمة الحيوانات المذكورة في الملحق الأول من الاتفاقية، وهي القائمة التي تضم الأنواع غير المهددة ولكن يحتمل تأثرها بالتجارة. هناك قرابة 12,400 فهد باق على قيد الحياة اليوم في 25 بلدًا أفريقيًا، تأوي ناميبيا العدد الأكبر منها والذي يصل إلى 2,500 فهد. يُعتقد أن حوالي 50 أو 60 فهدًا آسيويًا لا يزال يعيش في إيران، وأن بعضًا منها يُحتمل وجوده في باكستان. قام المحافظون على الحياة البرية بإنشاء عدّة برامج تزاوج وإكثار للفهود في عدد من حدائق الحيوان حول العالم، وقد تضمنت بعض تلك البرامج اللجوء إلى الحمل الاصطناعي. ومن حدائق الحيوانات والمؤسسات التي نجحت بإكثار الفهود محمية جزيرة صير بني ياس بالإمارات العربية المتحدة، التي يُعتقد أيضًا أنها أول مؤسسة حفاظ على الحياة البرية استطاعت إعادة فهود مولودة بالأسر إلى البرية ودمجها فيها.
قام بعض الباحثين ومحبي الحياة البرية سنة 1990 بتأسيس جمعية «صندوق الحفاظ على الفهود» (بالإنگليزية: Cheetah Conservation Fund، CCF) في ناميبيا، ويهدف هذا المشروع ليكون مصدر التمويل العالمي الأول لجميع مشاريع الحفاظ على الفهود، ويعمل أفراده على تثقيف أصحاب الأراضي والمزارعين والقرويين الذين يشاركون الفهود موطنها وإقناعهم باللجوء إلى أساليب أخرى غير فتاكة لحماية مواشيهم واقصار رعي الأخيرة على مناطق محددة دون الأخرى كي يبقى للفهود مخزونًا كافيًا من الطرائد البرية.
ومن الجمعيات الأخرى التي تأسست لأغراض مشابهة، «مؤسسة الحفاظ على الفهود» (بالإنگليزية: Cheetah Conservation Foundation) الجنوب أفريقية واسعة الصلات، وهي تتعاون مع عدد من المؤسسات الأخرى الهادفة لإنقاذ الفهود عبر تدريبها باحثيها وتقديم النماذج الناجحة من مشاريعها لها إضافة للموارد اللازمة، ومن الدول التي تتعاون معها: بوتسوانا، جنوب أفريقيا، زيمبابوي، الجزائر، وإيران.

#### مشاريع إعادة الإدخال في الهند والإمارات
كانت الفهود شائعة في الهند حتى عقد الأربعينات من القرن العشرين، عندما قُتل آخرها على يد مهراجا مقاطعة سورگوجا سنة 1947، بشرق ولاية ماضية براديش، وتشير بعض المصادر الأخرى أن آخر فهد في الهند قتل سنة 1962. أعلنت الفهود منقرضة في البلاد بصورة رسمية سنة 1952، وكانت أول نوع من الحيوانات يندثر في تلك الناحية من العالم لأسباب غير طبيعية. وفي أوائل القرن الحادي والعشرين، اقترح بعض العلماء الهنود من مركز علم الأحياء الجزيئية والخلوية في حيدر أباد، اقترحوا نقل زوج من الفهود الآسيوية من إيران واستنساخها ثم إطلاق سراحها بالبرية، أو السماح لفريق منهم بالذهاب إلى إيران واحضار خلايا حية من بعض الفهود الباقية هناك، لكن إيران رفضت هذا الطلب وأعلنت على لسان سفيرها في دلهي أنها لن تسمح بإرسال أي فهود إلى الهند، أو السماح لأي علماء هنود بدخول أراضيها. وبتاريخ 7 يوليو سنة 2009، أي بعد حوالي 60 سنة من انقراض الفهود في الهند، اقترح وزير البيئة والغابات الهندي «جايرام راميش» إعادة إدخال الفهود وتوطينها في بيئتها السابقة والعمل على إكثارها، وذلك عن طريق إحضار بضعة منها من أفريقيا وتزويجها في الأسر لفترة من الزمن ثم إطلاقها في البرية، وقد قابلت الحكومة الهندية هذا الطلب بالإيجاب، وشرعت في إبرام دراسة لتحديد أكثر المواطن ملائمة للفهود، ومن المناطق المقترحة: محمية سهول باني في ولاية گوجرات، ومنتزه الصحراء الوطني في ولاية راجستان.

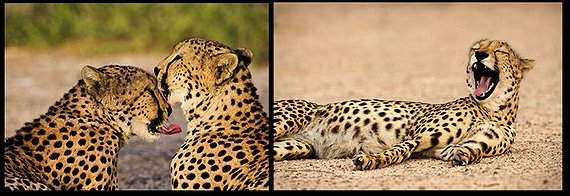
فهود جزيرة صير بني ياس.

وكما في الهند، كانت الفهود واسعة الانتشار في شبه الجزيرة العربية، لكن اعدادها أخذت تتراجع شيءًا فشيئًا جرّاء الصيد المكثف غير المنظم، حتى قتل آخرها في السعودية سنة 1972. وفي أواخر سنة 2008 أحضر العلماء العاملين في محمية جزيرة صير بني ياس الواقعة قبالة شاطئ مدينة أبوظبي 3 فهود من سلالة سومرنج (Acinonyx jubatus soemmeringii) القريبة من السلالة الآسيوية من مركز الشارقة لإكثار الحياة البرية العربية، وأطلقوها في حظيرة تبلغ مساحتها 24 هكتارًا حتى تتأقلم مع مناخ وبيئة الجزيرة. وقد اضطر العلماء إلى تلقين هذه الفهود أساليب الصيد بنفسهم بما أنها مولودة بالأسر ولم تتعلم الصيد على يد أمهاتها، وكان البعض يتوقع فشل هذا المشروع نظرًا لاعتماد الفهود على البشر بشكل كبير، إلا أنه فاق في نجاحه ما توقعه الجميع، حيث أخذت الفهود تصطاد أنواعًا مختلفة من الطرائد الموجودة على الجزيرة مثل الريم وغزلان الجبال والظباء السوداء والأيائل المرقطة حتى، وفي وقت لاحق تزاوجت الأنثى الوحيدة مع الذكرين وأنجبت بطنًا يحتوي على 4 جراء لتكون بذلك أول جراء فهود برية تولد في شبه الجزيرة العربية منذ حوالي 40 سنة.

### في الميثولوجيا والحضارة البشرية

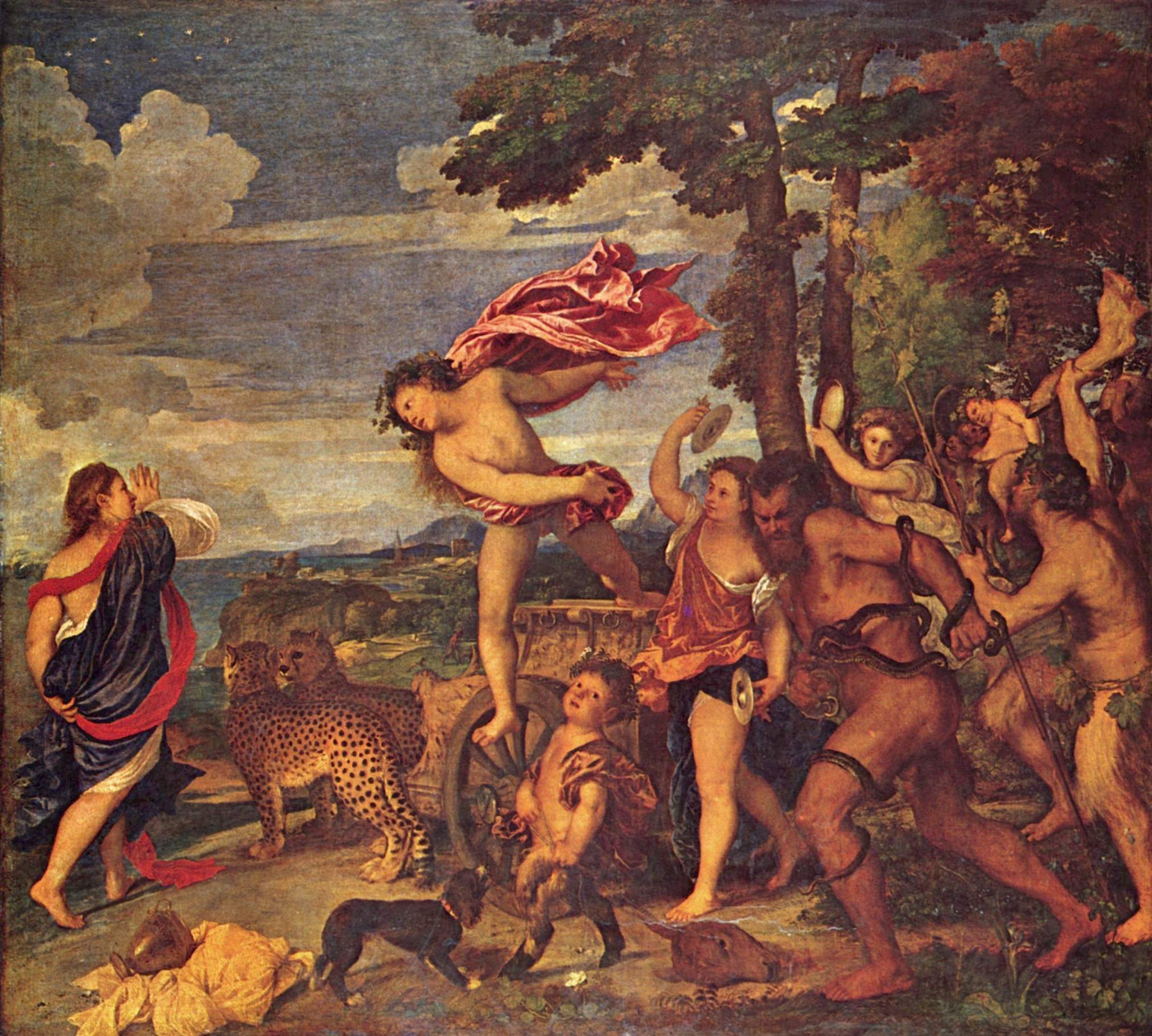
فهدين يجران عربة الإله باخوس في لوحة "باخوس وأريادن" بريشة "تتيان"، 1523.

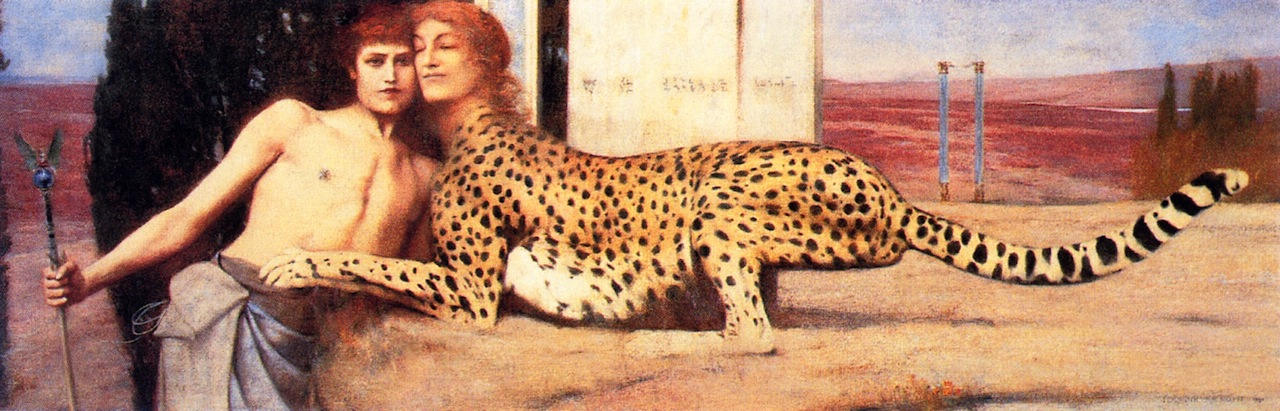
لوحة "العناق" التي تظهر امرأة بجسد فهد، بريشة "فرناند كنوپ"، 1887.

لعبت الفهود دورًا في الميثولوجيا والحضارة البشرية منذ القدم، فقد اكتشف علماء الآثار أختامًا سومرية في بلاد مابين النهرين تحمل نقشًا لفهود وتعود لحوالي 5000 سنة، كذلك كان المصريون القدماء يعتقدون بأن الفهود حيوانات مقدسة وإنها رمز الازدهار، وجعلوا منها آلهة في مصر السفلى حيث كانوا يدعون الفرد منها "بالسنور الإله"، وكان الفراعنة يحتفظون بفهود إلى جانبهم اعتقادًا منهم أنها تحمي العرش وصاحبه. وقد عُثر في ضريح الملك "توت عنخ آمون" على بضعة حرفيات تمثل الفهود وُضعت لحماية جثمانه من اللصوص والأرواح الشريرة على الأرجح. تفيد بعض التقارير أن عددًا من قبائل البوشمن في أفريقيا الجنوبية استمرت تصطاد الفهود وتأكل لحمها حتى عقد الستينات من القرن العشرين. ظهرت الفهود في عدد من المؤلفات الأدبية واللوحات الفنية خلال العصور الحديثة، ومن هذه الأعمال: لوحة الرسام الإيطالي من عصر النهضة "تيتيان"، حاملة عنوان "باخوس وأريادن"، والتي تُظهر عربة الإله الروماني "باخوس" تجرها فهود، ومن الجدير بالذكر أن تصوير الفهود في تلك اللوحة يرجع إلى شيوع استئناسها في تلك الفترة في إيطاليا واسخدامها في الصيد. كذلك تظهر الفهود في لوحة للفنان البريطاني "جورج ستبز" تحمل عنوان "فهد وخادمين هنديين وأيل (بالإنگليزية: Cheetah with Two Indian Attendants and a Stag) وهي تُظهر الفهد كحيوان صياد، وتصف تقديم أحدها هدية إلى الملك "جورج الثالث" من "السير جورج پيگوت"، الحاكم الإنگليزي لمدينة مدراس. تمثل لوحة الرسام الرمزي البلجيكي "فرناند كنوپ" حاملة عنوان "العناق" أسطورة أوديب وأبو الهول، وفيها تظهر امرأة بجسد فهد تعانق رجلاً. يتكلم الكاتب الفرنسي "أندريه مرسير" في روايته "صديقنا يامبو" عن زوجين فرنسيين يتبنيان فهدًا ويحضرانه للعيش في منزلهما في باريس، ويعتبر البعض أن هذه الرواية جاءت ردًا على فيلم "ولدت حرة" (بالإنگليزية: Born Free) لسنة 1960، والذي قامت كاتبة قصته "جوي آدمسون" بكتابة رواية عن الفهود بدورها حملت عنوان "أبو الهول الأرقط" (بالإنگليزية: The Spotted Sphinx). يذكر الكاتب البريطاني "پاتريك أوبراين" في روايته "حسين، ترفيهة" (بالإنگليزية: Hussein, An Entertainment) التي تدور أحداثها في الهند البريطانية، كيف أن الملوك والأمراء كانوا يحتفظون بالفهود ويدربوها على صيد الظباء. يُعتبر اسم "فهد" اسمًا عربيًا شائعًا في دول الخليج العربي خصوصًا، ومن أشهر الأشخاص الذين حملوه "فهد بن عبد العزيز آل سعود"، خامس ملوك السعودية والذي توفي بتاريخ 1 أغسطس سنة 2005.